# 야마노테선
야마노테선(일본어: 山手線 야마노테 센[*])(영어: Yamanote Line)은 JR 동일본이 운영하는 철도 노선이다.

## 의미
"야마노테 선"에는 다음의 4가지 의미가 있다. 여객 안내 및 운행 관리상으로는 2.가 많이 사용된다.
1. 노선 명칭으로서의 "야마노테 선" : 도쿄도 미나토구의 시나가와역을 기점으로 시부야역, 신주쿠역, 이케부쿠로역을 통해 기타구의 다바타역을 잇는 길이 20.26km의 철도 노선(간선)의 이름.[3] 도카이도 본선의 지선. 《철도요람》(鉄道要覧)에 기재된 야마노테 선의 구간이기도 하다. 전구간 복복선이지만 이 중 사이쿄 선 전차, 쇼난 신주쿠 라인의 열차와 특급 열차, 화물 열차가 다니는 선로를 통칭 "야마노테 화물선"(山手貨物線)이라고 부른다.[4]
2. 운전 계통으로서의 "야마노테 선" : 위의 1.에 도카이도 본선의 일부 및 도호쿠 본선의 일부 구간을 따라 도쿄도 구내에서 순환 운전을 하는 근거리 전차 운전 계통. 실제로 이 운전 계통만 사용하는 전용 선로가 있고 그것을 "야마노테 선"이라고 부른다.
3. 마르스 시스템 상의 경로 표시에서의 "야마노테 선" : 위의 1.에서 요요기역 ~ 신주쿠역 사이를 제외하고 다바타역 ~ 닛포리역을 포함한 노선(요요기역 ~ 신주쿠역 사이는 "주오 본선"(中央本線)으로 표시된다).
4. 운임 계산상의 "도쿄 야마노테 선 내" : 도쿄역에서 영업거리 100km 초 200km 이내의 범위에 소재한 역에 발착하는 승차권(또는 1km 초 200km 이내의 범위에 소재하는 역에 발착하는 일부 특별 기획 승차권)에 표시될 수 있는 운임 계산상의 명칭. 상기 2.의 구간 외에 순환선 안쪽에 있는 주오 본선 간다역 ~ 요요기역 사이 및 소부 본선 아키하바라역 ~ 오차노미즈역 사이를 포함한다. 또한 이 구간에서 상호 근거리 요금은 구간 외보다도 저렴하게 설정되었다.[5]

## 노선 정보
- 노선 연장: 34.5 km (1바퀴)
  - 도카이도 본선 부분 (도쿄 ~ 시나가와): 6.8 km
  - 야마노테 선 (시나가와 ~ 신주쿠 ~ 다바타): 20.6 km
  - 도호쿠 본선 부분 (다바타 ~ 도쿄): 7.1 km
- 역 수: 30역 (1바퀴)
- 일주 소요 시간: 평균 59분(최대 64분)
- 궤간: 1067mm
- 복선화 구간: 모든 구간
- 전철화 구간: 모든 구간
- 전철화 방식: 직류 1500V
- 차단 방식: ATC 방식 및 자동 폐색식 (화물선)
- 신호 방식: D-ATC 및 ATS-P (화물선)
- 최대 혼잡율 (2007년): 외선 205% (우에노→오카치마치), 내선 178% (신오쿠보→신주쿠)
- 차량 편성: 편성당 11량

## 역사
1885년에 시나가와 선이라는 이름으로, 시나가와와 아카바네를 잇는 화물 노선으로서 건설되었다. 1903년에는 이케부쿠로와 다바타 구간이 건설되었으며, 1909년 이 두 노선은 야마노테 선이라는 이름으로 합쳐졌다. 1925년 나머지 구간이 건설되면서 순환선 운영을 시작했고, 1956년에는 게이힌 도호쿠 선과 야마노테 선이 분리되었다. 1987년에는 민영화에 따라, 동일본 여객철도의 소속이 되었다.
2012년 1월, 야마노테 선에 40년 만에 처음으로 역이 신설된다고 한다. 시나가와역과 다마치역 간 거리는 야마노테 선에서 가장 길고 운행 시간도 가장 오래 걸리는(3분) 2.2Km의 구간으로, 이 신설역은 현재 JR 동일본의 차량기지 재개발지구 20헥타르의 구역 위에 건설될 것이다. 또한, 이 역의 건설과 함께, 야마노테 선과 게이힌 도호쿠 선은 신칸센 선로에 가깝게 살짝 오른쪽으로 옮겨질 예정이다. 재개발 구역의 서쪽은 고층 사무실들이 있는 구역으로 재개발 되는데, 이 결과 신칸센과 하네다 공항으로 연결되는 좋은 접근성을 가진 국제 비지니스 센터가 만들어지게 된다.

## 운행
열차는 아침에는 2.5분 간격, 낮에는 4분 간격, 저녁에는 3분 간격으로 운행한다. 시계 방향으로 운행하는 열차는 외선 순환(外回り 소토마와리[*]), 반시계 방향으로 운행하는 열차는 내선 순환(内回り 우치마와리[*])라고 하는데, 안내 방송이나 발차 안내에서는 부근의 큰 역 2개의 명칭을 사용한다. 야마노테 선이 한 바퀴를 도는 데에는 약 1시간이 걸리며, 급행 운행 없이 모든 열차가 모든 역에 정차한다.

## 차량
- 1960년 이전 : 모하 10형
- 1960년 - 1968년 은퇴 : 101계
- 1963년 - 1988년 은퇴 :6월 : 103계
- 1985년 3월 - 2005년 4월 은퇴 : 205계
- 2002년 4월 - 2020년 1월 은퇴 : E231계
- 2015년 - 현재 : E235계

## 사진

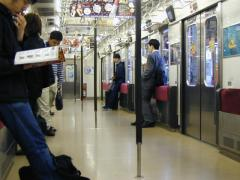
지금은 퇴역한 205계의 6비차
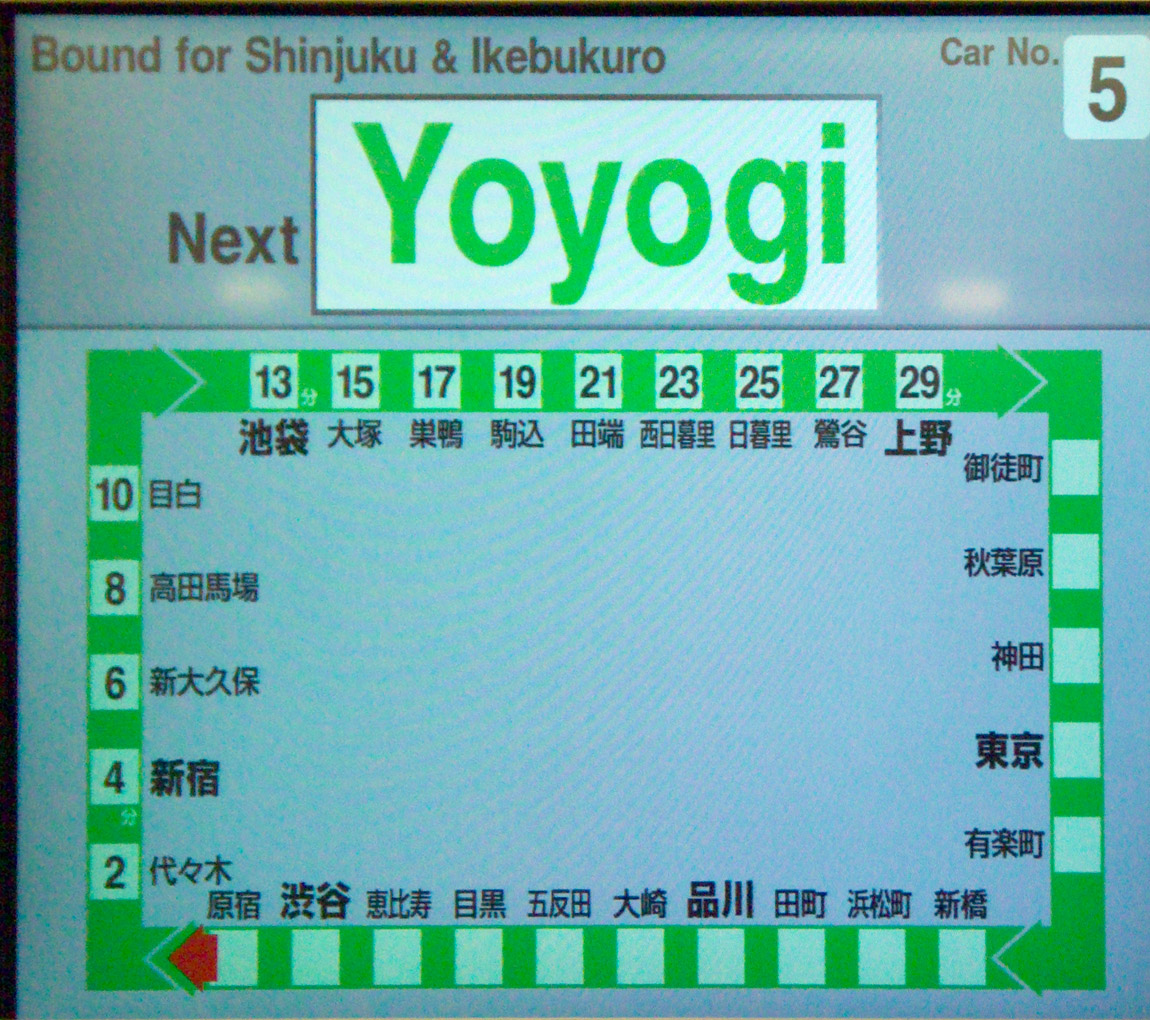
지금은 퇴역한 E231계 차량의 LCD 표시창
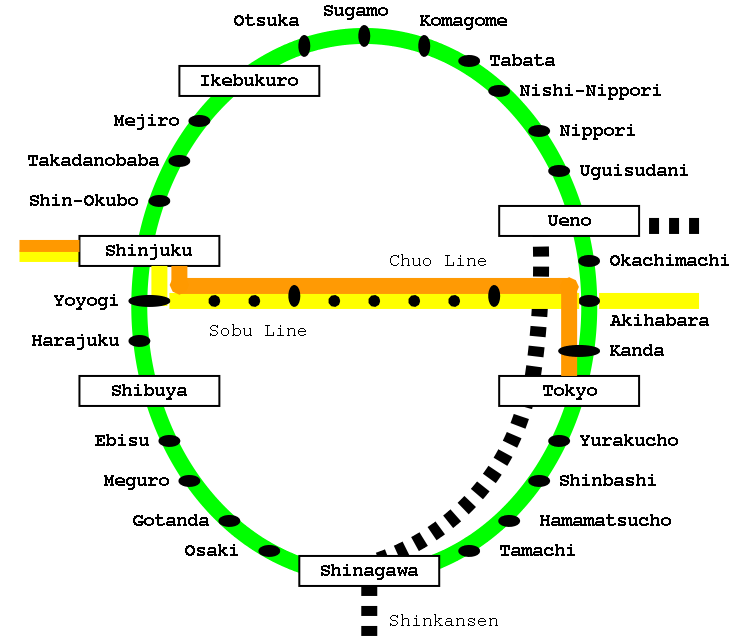
다카나와 게아트웨이 역 개업 이전 야마노테 선의 노선도

## 역 시설
JR 동일본은 2008년 3월 31일에 발표 된 "그룹 경영 비전 2020 - 도전 - (PDF)"에서 승강장에서 추락 사고를 방지하기 위해 JR의 재래선으로는 최초로 스크린도어 도입을 밝히고 있다. 그 발표에 따르면, 역의 대규모 개량이 예정되어 있는 신바시역, 시부야역, 신주쿠역, 도쿄역을 제외한 모든 역에 2017년 말까지 스크린도어 설치를 목표로 한다고 한다. 2010년부터, 승강장 개선이 가능한 에비스역·메구로역 역에 시범설치를 하여, 스크린도어를 가동 개시했다. 또한, 2012년에는 오사키역, 이케부쿠로역에, 2013년에는 스가모역, 고마고메역, 오쓰카역, 메지로역, 다카다노바바역, 신오쿠보역, 다마치역, 2014년도에는 오카치마치역, 우구이스다니역, 다바타역, 유라쿠초역, 하라주쿠역, 고탄다역, 니시닛포리역에 설치 되었다. 현재 시부야역, 신주쿠역을 제외하고 설치는 완료되었다.
JR 동일본에서 야마노테 선의 혼잡도를 줄이기 위해 6문차를 도입했었다. 6문차 칸은 7번째 칸과 10번째 칸에 사용하였으나, 스크린도어 설치를 계획할 때부터 다 폐차시키고 그냥 평범한 4문차 칸으로 바꾸게 되었다.
역의 승강장에는 시간표가 배치되어 있지만, 심야나 러시아워 이후 운행되는 이케부쿠로역, 오사키역, 시나가와역에 종착하는 열차를 제외한 모든 열차가 내외선 전철 도착 시간이 개재되고 있다. 또한 이른 아침이나 심야 이외는 운전 거리가 짧기 때문에, LED식 발차 안내판은 승강장 이외에 설치되어 있지 않은 역이 많다.

## 역 목록
- 역들은 시나가와부터 다바타까지 시계방향으로 나열되어 있지만 공식적으로 열차운행은 오사키역에서 시작하고 끝난다.
  - 외선순환外回り 소토와마리[*](시계방향): 시나가와 → 시부야 → 신주쿠 → 이케부쿠로 → 우에노 → 도쿄 → 시나가와
  - 내선순환内回り 우치마와리[*](반시계방향): 시나가와 → 도쿄 → 우에노 → 이케부쿠로 → 신주쿠 → 시부야 → 시나가와
- 모든 역은 도쿄 23구 내에 속해 있다.
- 야마노테 선의 모든 열차는 보통열차로 모든 역에 정차한다.

| 노 선             | 역 번호 | 역명                | 일어 역명        | 접속 노선 | 역간 거리 | 누적 거리 | 소재지   | 소재지     |
| ----------------- | ------- | ------------------- | ---------------- | --- | --------- | --------- | -------- | ---------- |
| 야 마 노 테 선    | JY 25   | 시나가와            | 品川             | 도카이도 신칸센 도카이도 선 (JT 03) 요코스카 선 (JO 17) 게이힌 도호쿠 선 (JK 20) 게이힌 급행 전철 본선 (KK 01) | 0.9       | 0.0       | 도 쿄 도 | 미나토구   |
| 야 마 노 테 선    | JY 24   | 오사키              | 大崎             | 사이쿄 선 (JA 08) 쇼난 신주쿠 라인 (JS 17) 도쿄 임해 고속철도 린카이 선 (R 08) | 2.0       | 2.0       | 도 쿄 도 | 시나가와구 |
| 야 마 노 테 선    | JY 23   | 고탄다              | 五反田           | 도쿄 도 교통국 지하철 아사쿠사 선 (A-05) 도쿄 급행 전철 이케가미 선 (IK 01) | 0.9       | 2.9       | 도 쿄 도 | 시나가와구 |
| 야 마 노 테 선    | JY 22   | 메구로              | 目黒             | 도쿄 지하철 난보쿠 선 (N-01) 도쿄 도 교통국 지하철 미타 선 (I-01) 도쿄 급행 전철 메구로 선 (MG 01) | 1.2       | 4.1       | 도 쿄 도 | 시나가와구 |
| 야 마 노 테 선    | JY 21   | 에비스              | 恵比寿           | 쇼난 신주쿠 라인 (JS 18) 사이쿄 선 (JA 09) 도쿄 지하철 히비야 선 (H-02) | 1.5       | 5.6       | 도 쿄 도 | 시부야구   |
| 야 마 노 테 선    | JY 20   | 시부야              | 渋谷             | 쇼난 신주쿠 라인 (JS 19) 사이쿄 선 (JA 10) 도쿄 지하철 긴자 선 (G-01) 도쿄 지하철 한조몬 선 (Z-01) 도쿄 지하철 후쿠토신 선 (F-16) 도쿄 급행 전철 도요코 선 (TY 01) 도쿄 급행 전철 덴엔토시 선 (DT 01) 게이오 전철 이노카시라 선 (IN 01) | 1.6       | 7.2       | 도 쿄 도 | 시부야구   |
| 야 마 노 테 선    | JY 19   | 하라주쿠            | 原宿             | 도쿄 지하철 지요다 선 (메이지진구마에 역, C-03) 도쿄 지하철 후쿠토신 선 (메이지진구마에 역, F-15) | 1.2       | 8.4       | 도 쿄 도 | 시부야구   |
| 야 마 노 테 선    | JY 18   | 요요기              | 代々木           | 주오·소부 완행선 (JB 11) 도쿄 도 교통국 지하철 오에도 선 (E-26) | 1.5       | 9.9       | 도 쿄 도 | 시부야구   |
| 야 마 노 테 선    | JY 17   | 신주쿠              | 新宿             | 주오 쾌속선 (JC 05) 주오·소부 완행선 (JB 10) 쇼난 신주쿠 라인 (JS 20) 사이쿄 선 (JA 11) 오다큐 전철 오다와라 선 (OH 01) 게이오 전철 게이오 선 · 신선 (KO 01) 도쿄 지하철 마루노우치 선 (M-08) 도쿄 도 교통국 지하철 신주쿠 선 (S-01) 도쿄 도 교통국 지하철 오에도 선(신주쿠역, E-27 / 신주쿠니시구치 역, E-01) 세이부 철도 신주쿠 선 (세이부 신주쿠 역, SS 01) | 0.7       | 10.6      | 도 쿄 도 | 신주쿠구   |
| 야 마 노 테 선    | JY 16   | 신오쿠보            | 新大久保         | | 1.3       | 11.9      | 도 쿄 도 | 신주쿠구   |
| 야 마 노 테 선    | JY 15   | 다카다노바바        | 高田馬場         | 세이부 철도 신주쿠 선 (SS 02) 도쿄 지하철 도자이 선 (T-03) | 1.4       | 13.3      | 도 쿄 도 | 신주쿠구   |
| 야 마 노 테 선    | JY 14   | 메지로              | 目白             | | 0.9       | 14.2      | 도 쿄 도 | 도시마구   |
| 야 마 노 테 선    | JY 13   | 이케부쿠로          | 池袋             | 쇼난 신주쿠 라인 (JS 21) 사이쿄 선 (JA 12) 세이부 철도 이케부쿠로 선 (SI 01) 도부 철도 도조 본선 (TJ 01) 도쿄 지하철 마루노우치 선 (M-25) 도쿄 지하철 유라쿠초 선 (Y-09) 도쿄 지하철 후쿠토신 선 (F-09) | 1.2       | 15.4      | 도 쿄 도 | 도시마구   |
| 야 마 노 테 선    | JY 12   | 오쓰카              | 大塚             | 도쿄 도 교통국 노면전차 아라카와 선 (오쓰카 역 앞 정류장, SA 23) | 1.8       | 17.2      | 도 쿄 도 | 도시마구   |
| 야 마 노 테 선    | JY 11   | 스가모              | 巣鴨             | 도쿄 도 교통국 지하철 미타 선 (I-15) | 1.1       | 18.3      | 도 쿄 도 | 도시마구   |
| 야 마 노 테 선    | JY 10   | 고마고메            | 駒込             | 도쿄 지하철 난보쿠 선 (N-14) | 0.7       | 19.0      | 도 쿄 도 | 도시마구   |
| 야 마 노 테 선    | JY 09   | 다바타              | 田端             | 게이힌 도호쿠 선 (JK 34) | 1.6       | 20.6      | 도 쿄 도 | 기타구     |
| 도 호 쿠 본 선    | JY 08   | 니시닛포리          | 西日暮里         | 게이힌 도호쿠 선 (JK 33) 도쿄 지하철 지요다 선 (C-16) 도쿄 도 교통국 신교통 닛포리 · 도네리 라이너 (NT 02) | 0.8       | 21.4      | 도 쿄 도 | 아라카와구 |
| 도 호 쿠 본 선    | JY 07   | 닛포리              | 日暮里           | 조반 쾌속선 (JJ 02) · 조반선 (JJ 02) 게이힌 도호쿠 선 (JK 32) 게이세이 전철 본선 (KS 02) 도쿄 도 교통국 신교통 닛포리 · 도네리 라이너 (NT 01) | 0.5       | 21.9      | 도 쿄 도 | 아라카와구 |
| 도 호 쿠 본 선    | JY 06   | 우구이스다니        | 鶯谷             | 게이힌 도호쿠 선 (JK 31) | 1.1       | 23.0      | 도 쿄 도 | 다이토구   |
| 도 호 쿠 본 선    | JY 05   | 우에노              | 上野             | 도호쿠 신칸센 조에쓰 신칸센 나가노 신칸센 야마가타 신칸센 아키타 신칸센 우쓰노미야 선 (JU 02) 다카사키 선 (JU 02) 조반 쾌속선 (JJ 01) · 조반선 (JJ 01) 게이힌 도호쿠 선 (JK 30) 도쿄 지하철 긴자 선 (G-16) 도쿄 지하철 히비야 선 (H-18) 게이세이 전철 본선 (게이세이우에노 역, KS 01)                                                                          | 1.1       | 24.1      | 도 쿄 도 | 다이토구   |
| 도 호 쿠 본 선    | JY 04   | 오카치마치          | 御徒町           | 게이힌 도호쿠 선 (JK 29) 도쿄 지하철 긴자 선 (우에노히로코지 역, G-15) 도쿄 지하철 히비야 선 (나카오카치마치 역, H-17) 도쿄 도 교통국 지하철 오에도 선 (우에노오카치마치 역, E-09) | 0.6       | 24.7      | 도 쿄 도 | 다이토구   |
| 도 호 쿠 본 선    | JY 03   | 아키하바라          | 秋葉原           | 게이힌 도호쿠 선 (JK 28) 주오·소부 완행선 (JB 19) 수도권 신도시 철도 쓰쿠바 익스프레스 (TX 01) 도쿄 지하철 히비야 선 (H-16) 도쿄 도 교통국 지하철 신주쿠 선 (이와모토초 역, S-08) | 1.0       | 25.7      | 도 쿄 도 | 지요다구   |
| 도 호 쿠 본 선    | JY 02   | 간다                | 神田             | 주오 쾌속선 (JC 02) 게이힌 도호쿠 선 (JK 27) 도쿄 지하철 긴자 선 (G-13) | 0.7       | 26.4      | 도 쿄 도 | 지요다구   |
| 도 호 쿠 본 선    | JY 01   | 도쿄                | 東京             | 도카이도 신칸센 도호쿠 신칸센 조에쓰 신칸센 나가노 신칸센 야마가타 신칸센 아키타 신칸센 도카이도 선 (JT 01) 소부 쾌속선 · 요코스카 선 (JO 19) 주오 쾌속선 (JC 01) 게이힌 도호쿠 선 (JK 26) 게이요 선 (JE 01) 도쿄 지하철 마루노우치 선 (M-17) 도쿄 지하철 도자이 선 (오테마치역, T-11) 도쿄 지하철 지요다 선 (니주바시마에 역, C-10)                           | 1.3       | 27.7      | 도 쿄 도 | 지요다구   |
| 도 카 이 도 본 선 | JY 30   | 유라쿠초            | 有楽町           | 게이힌 도호쿠 선 (JK 25) 도쿄 지하철 유라쿠초 선 (Y-18) 도쿄 지하철 히비야 선 (히비야 역, H-08) 도쿄 지하철 지요다 선 (히비야 역, C-09) 도쿄 도 교통국 지하철 미타 선 (히비야 역, I-08) | 0.8       | 28.5      | 도 쿄 도 | 지요다구   |
| 도 카 이 도 본 선 | JY 29   | 신바시              | 新橋             | 도카이도 선 (JT 02) 요코스카 선 (JO 18) 게이힌 도호쿠 선 (JK 24) 유리카모메 도쿄 임해 신교통 임해선 (U-01) 도쿄 지하철 긴자 선 (G-08) 도쿄 도 교통국 지하철 아사쿠사 선 (A-10) | 1.1       | 29.6      | 도 쿄 도 | 미나토구   |
| 도 카 이 도 본 선 | JY 28   | 하마마쓰초          | 浜松町           | 게이힌 도호쿠 선 (JK 23) 도쿄 모노레일 하네다 선 (모노레일 하마마쓰초 역, MO 01) 도쿄 도 교통국 지하철 아사쿠사 선 (다이몬역, A-09) 도쿄 도 교통국 지하철 오에도 선 (다이몬역, E-20) | 1.2       | 30.8      | 도 쿄 도 | 미나토구   |
| 도 카 이 도 본 선 | JY 27   | 다마치              | 田町             | 게이힌 도호쿠 선 (JK 22) 도쿄 도 교통국 지하철 아사쿠사 선 (미타 역, A-08) 도쿄 도 교통국 지하철 미타 선 (미타 역, I-04) | 1.5       | 32.3      | 도 쿄 도 | 미나토구   |
| 도 카 이 도 본 선 | JY 26   | 다카나와 게이트웨이 | 高輪ゲートウェイ | 게이힌 도호쿠 선 (JK 21) 도쿄 도 교통국 지하철 아사쿠사 선 (센가쿠지 역, A-07) 게이힌 급행 전철 본선 (센가쿠지 역, A-07) | 1.3       | 33.6      | 도 쿄 도 | 미나토구   |
| 도 카 이 도 본 선 | JY 25   | 시나가와            | 品川             | 도카이도 신칸센 도카이도 선 (JT 03) 요코스카 선 (JO 17) 게이힌 도호쿠 선 (JK 20) 게이힌 급행 전철 본선 (KK 01) | 0.9       | 34.5      | 도 쿄 도 | 미나토구   |

## 역명판

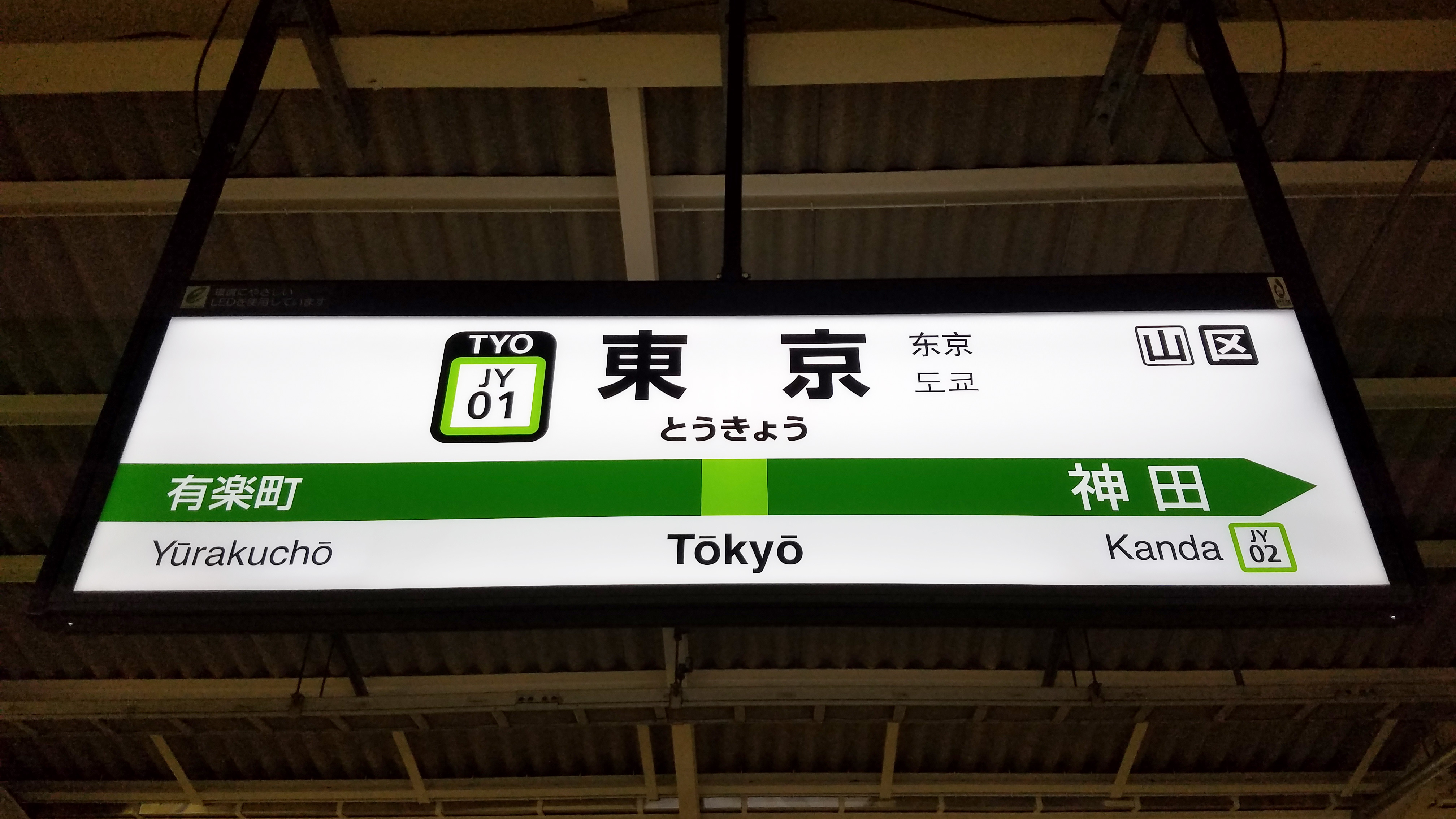
도쿄
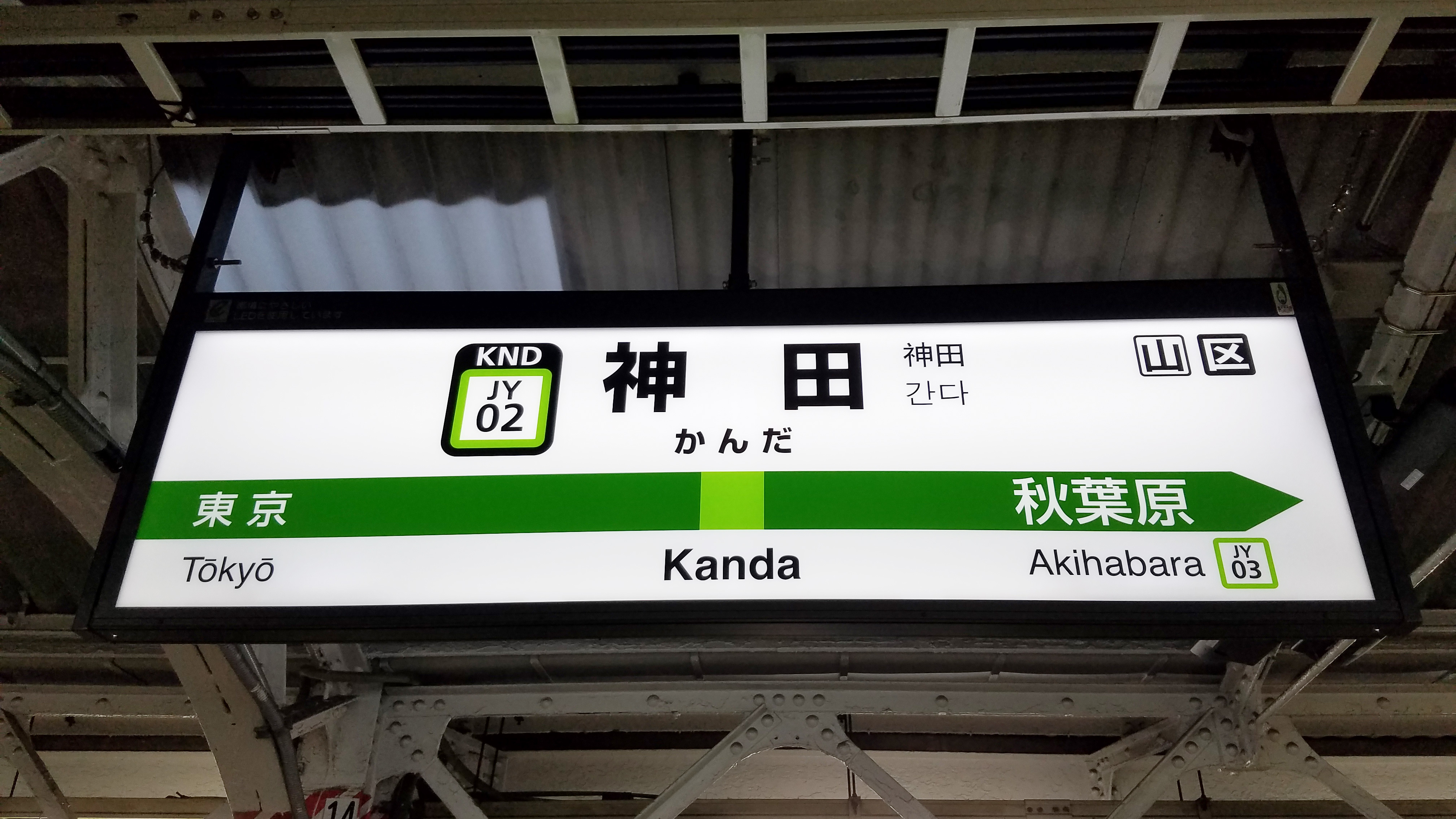
간다(어스 제약 본사 앞)
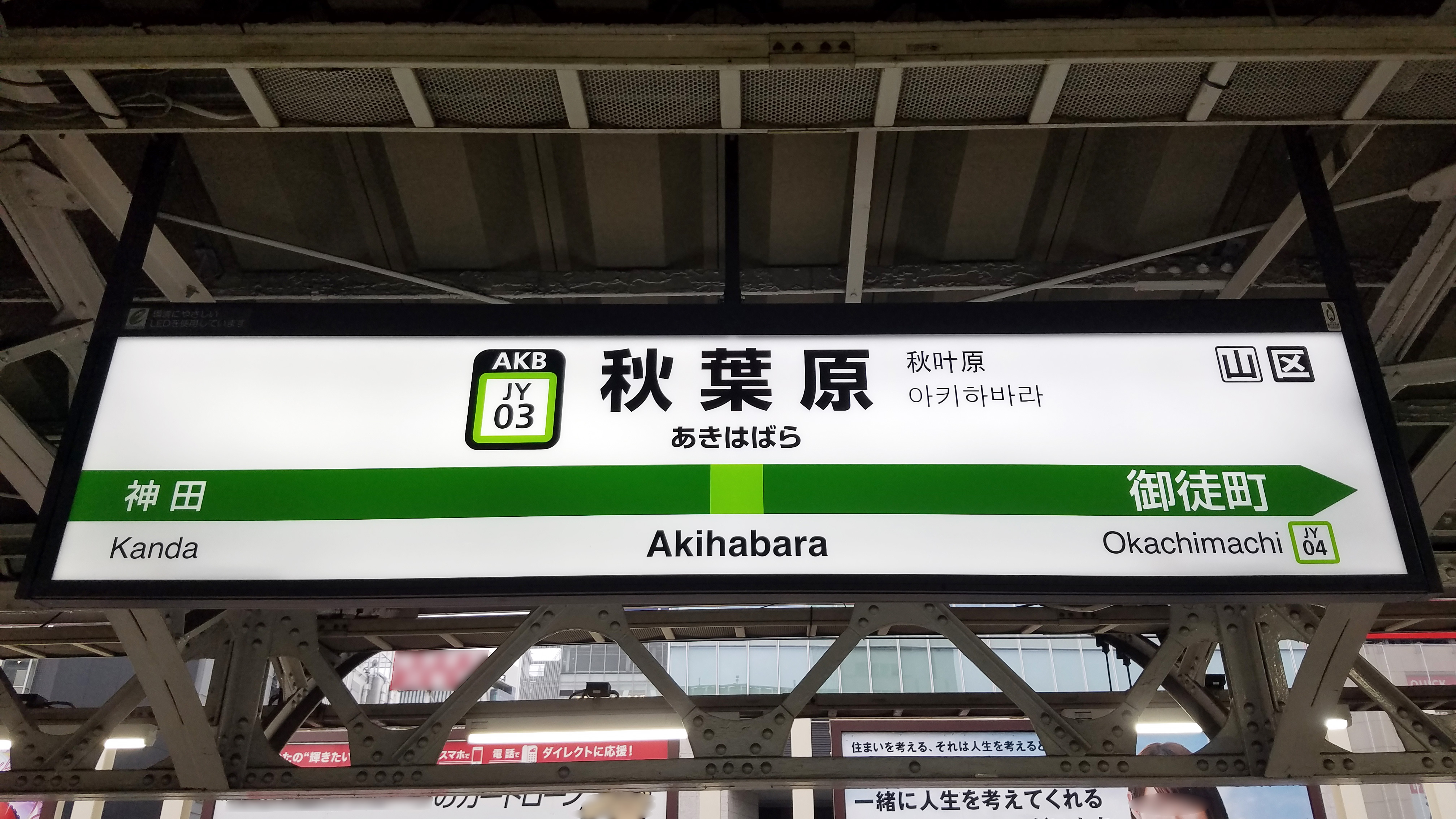
아키하바라
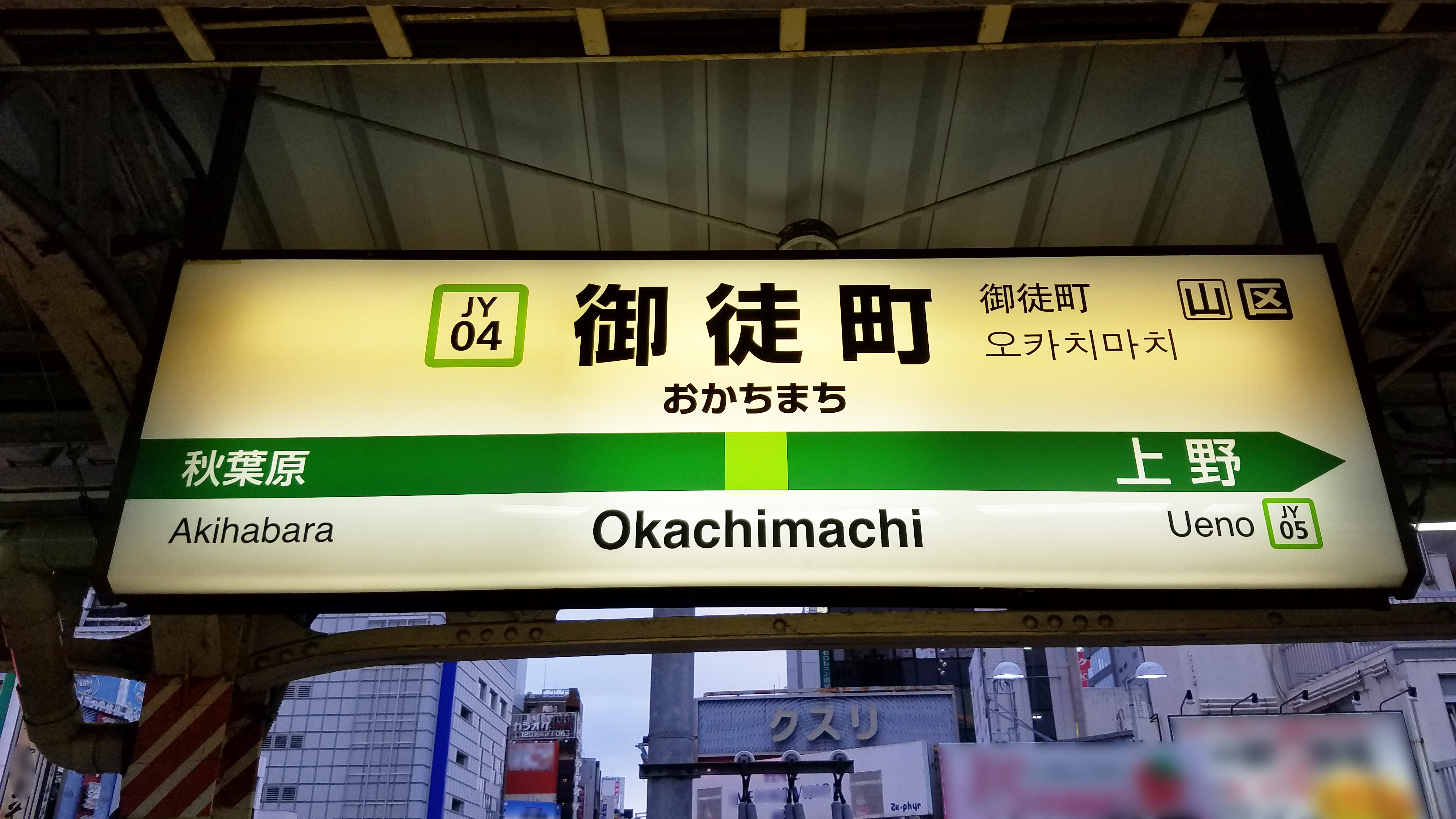
오카치마치
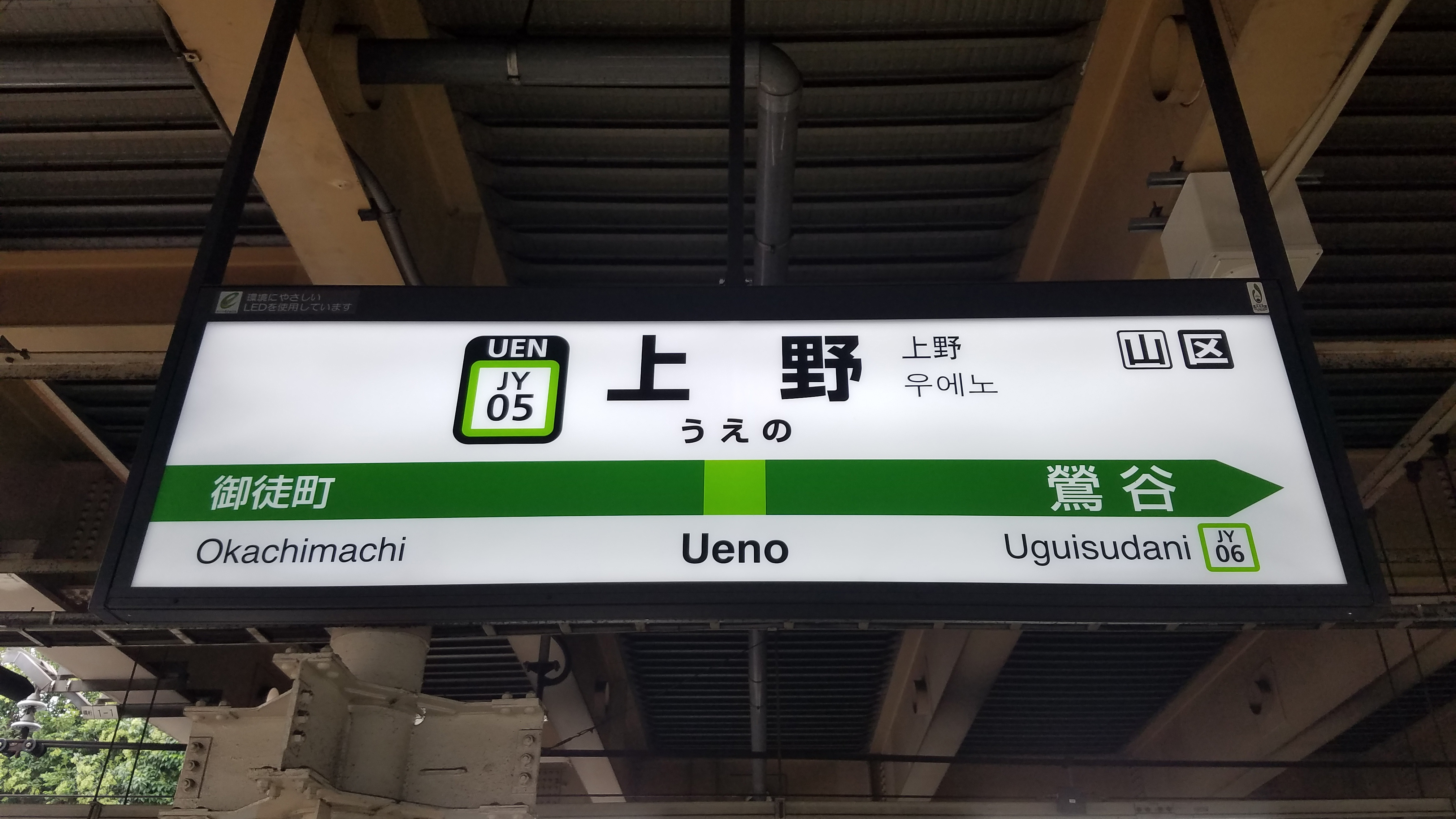
우에노
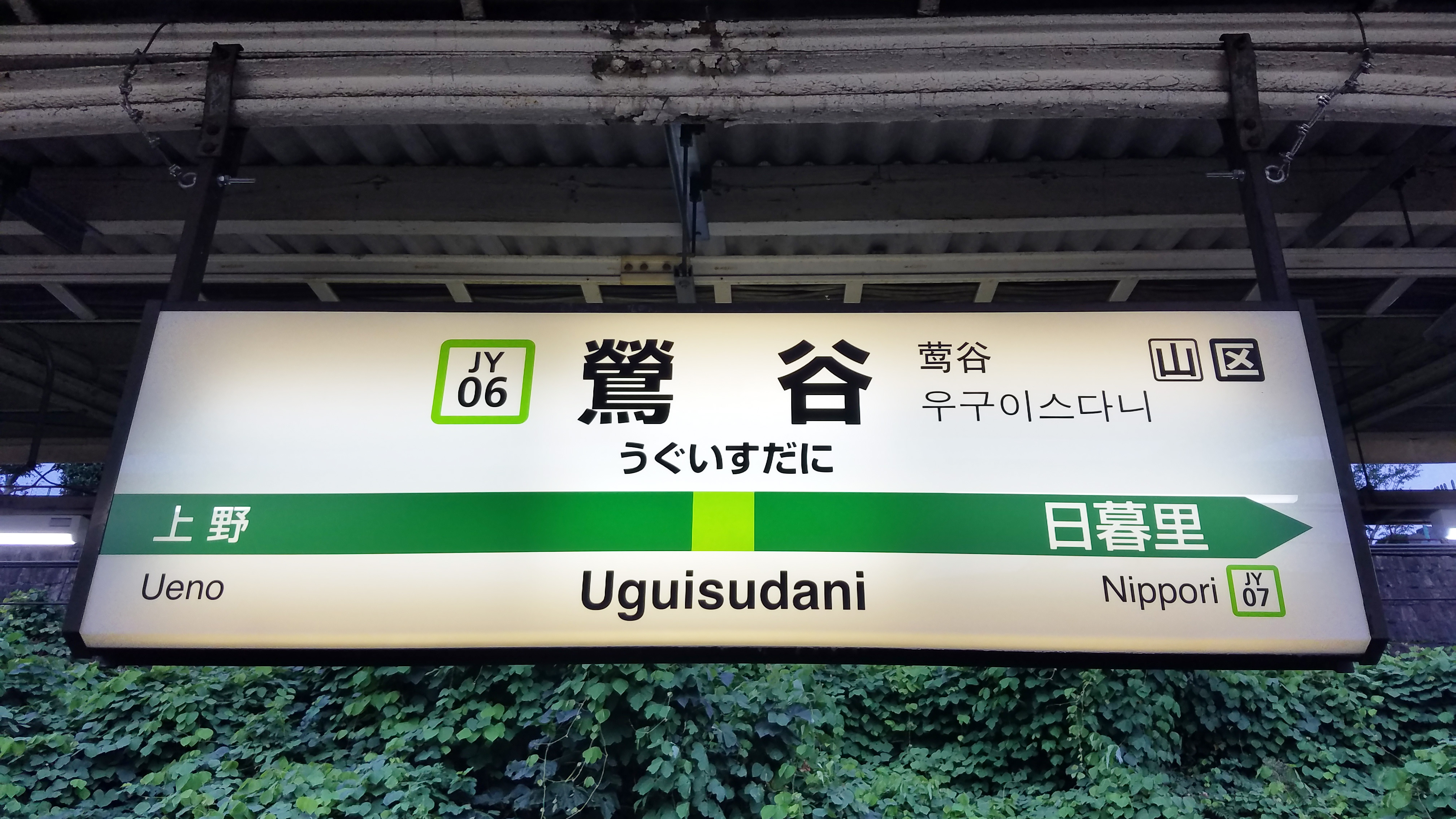
우구이스다니
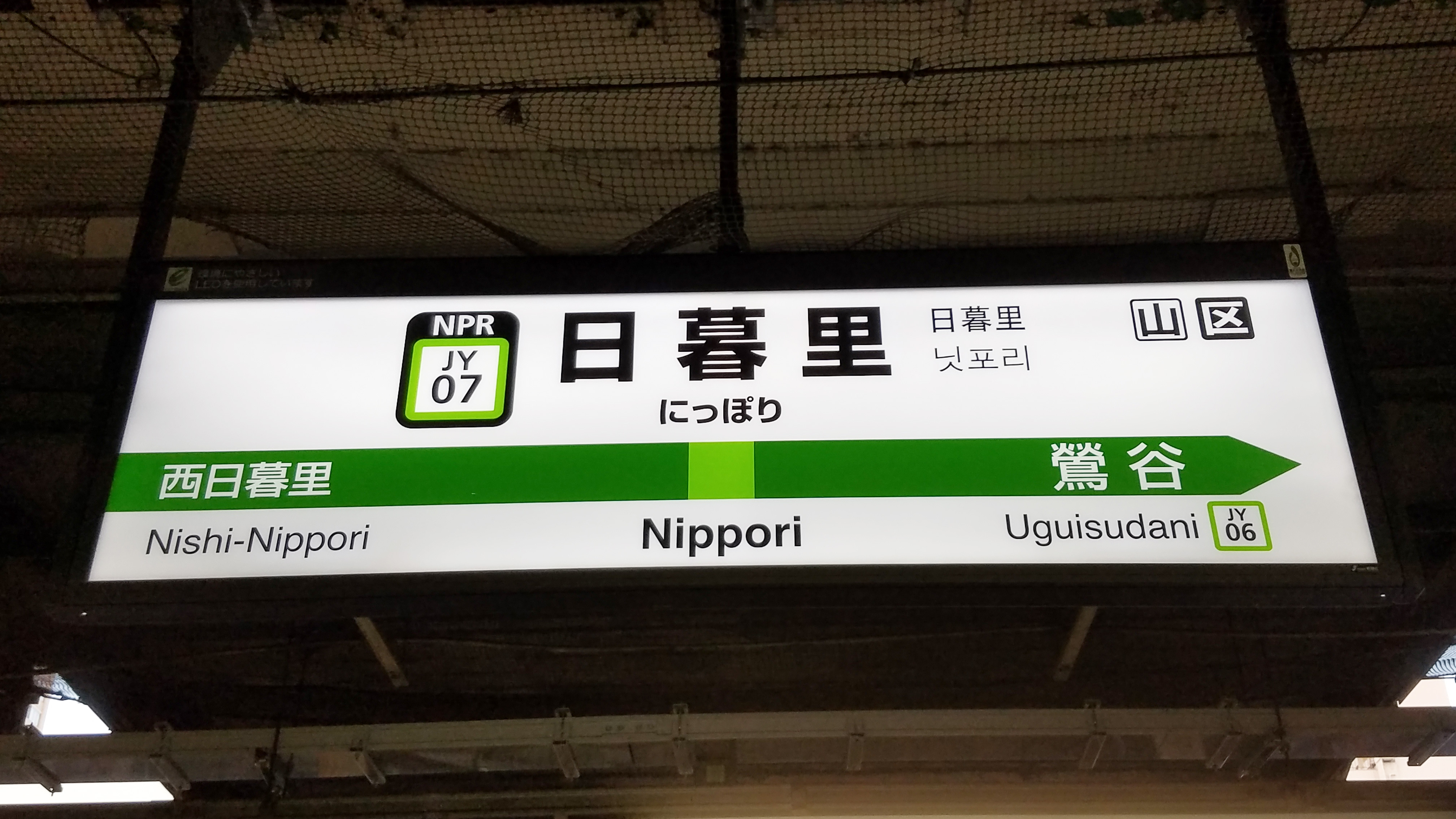
닛포리
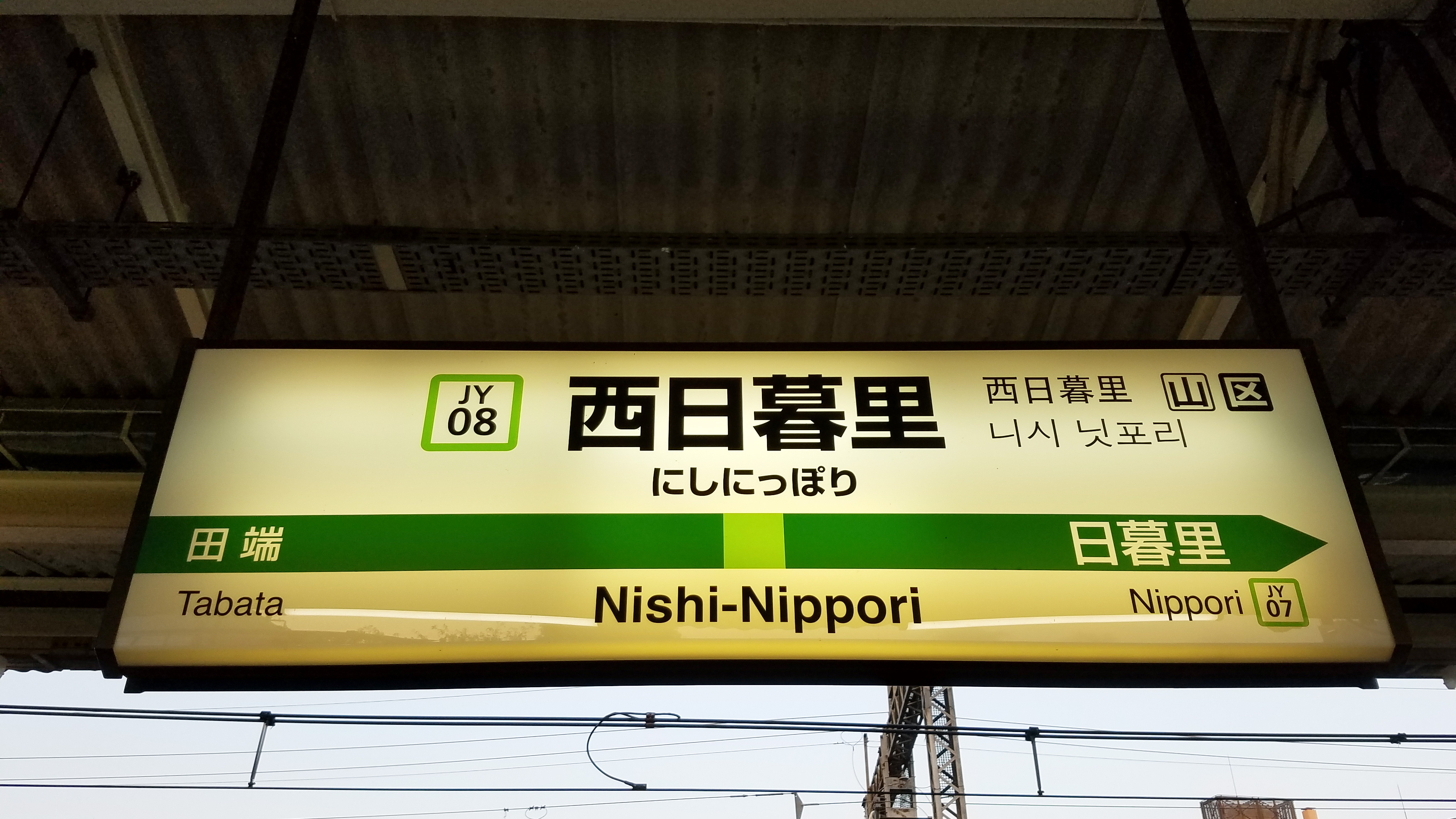
니시닛포리
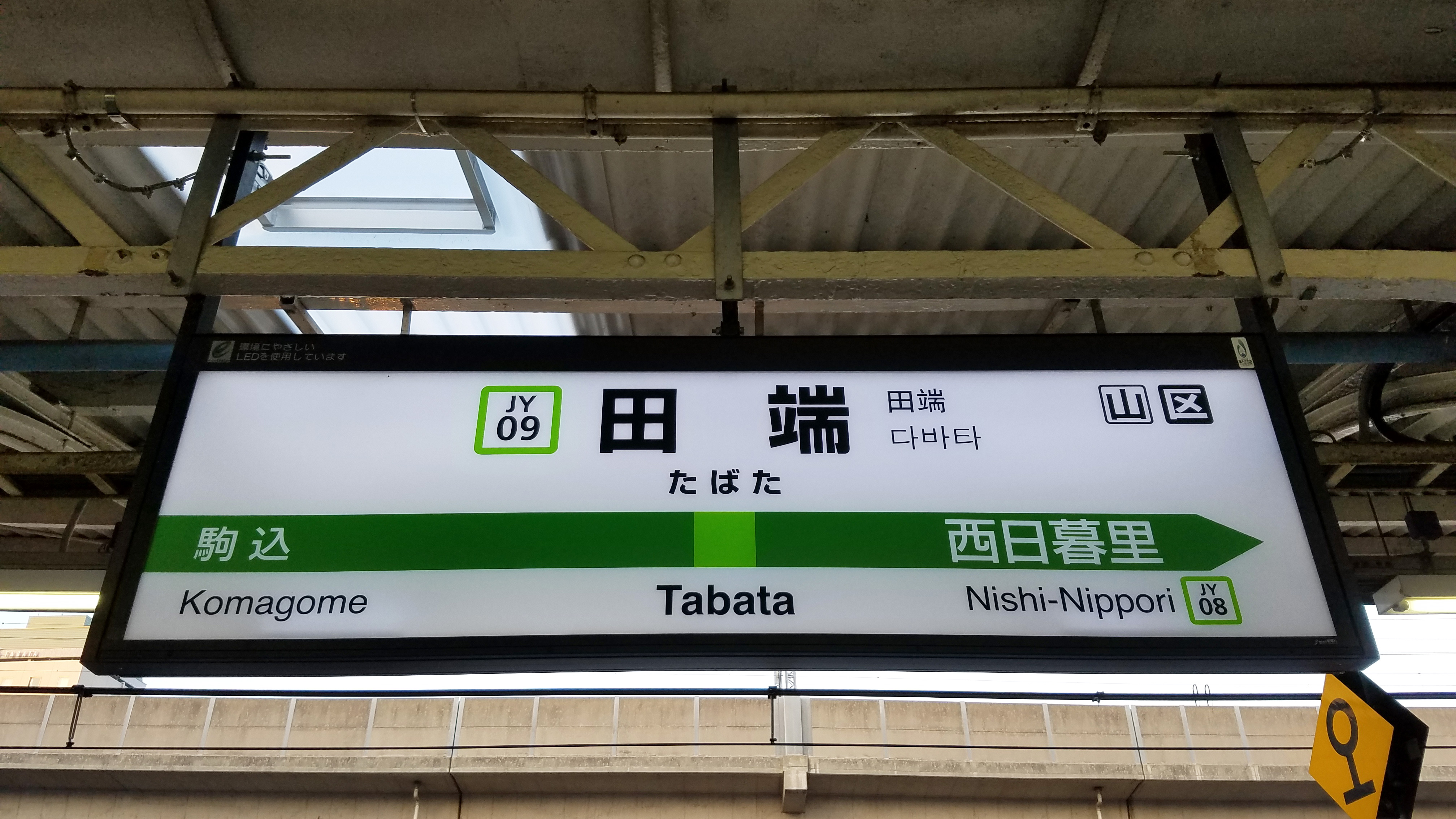
다바타
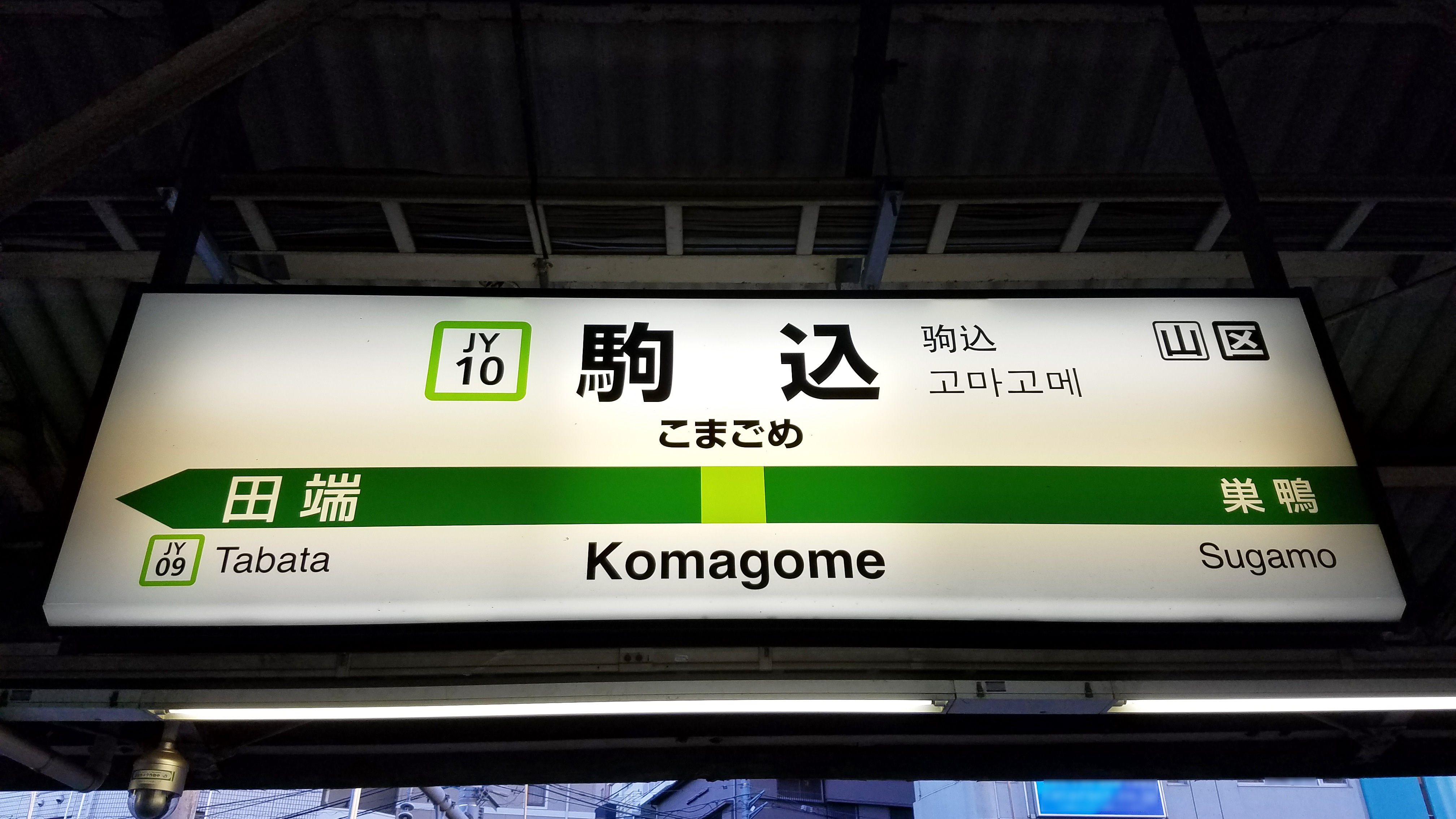
고마고메
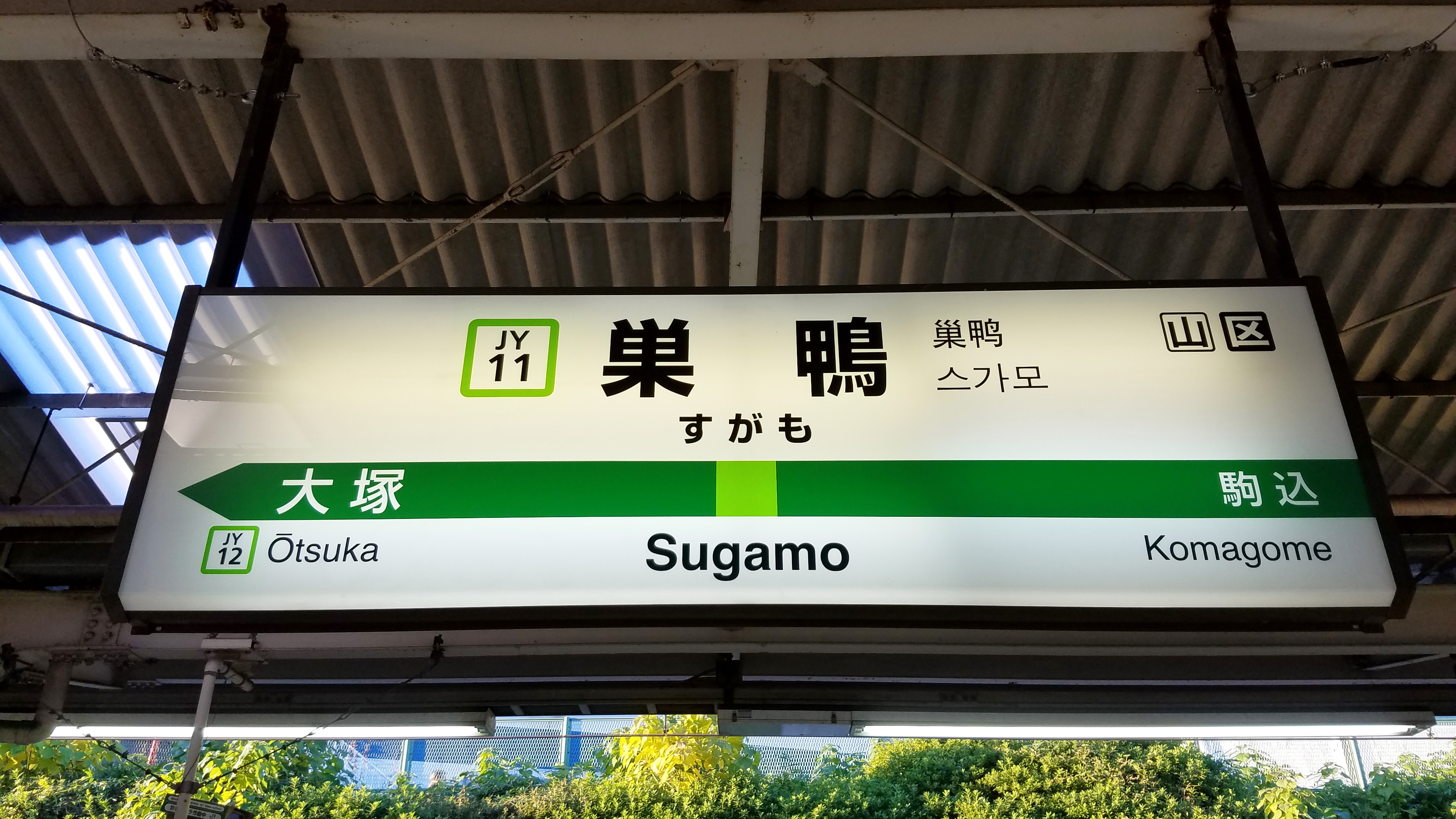
스가모
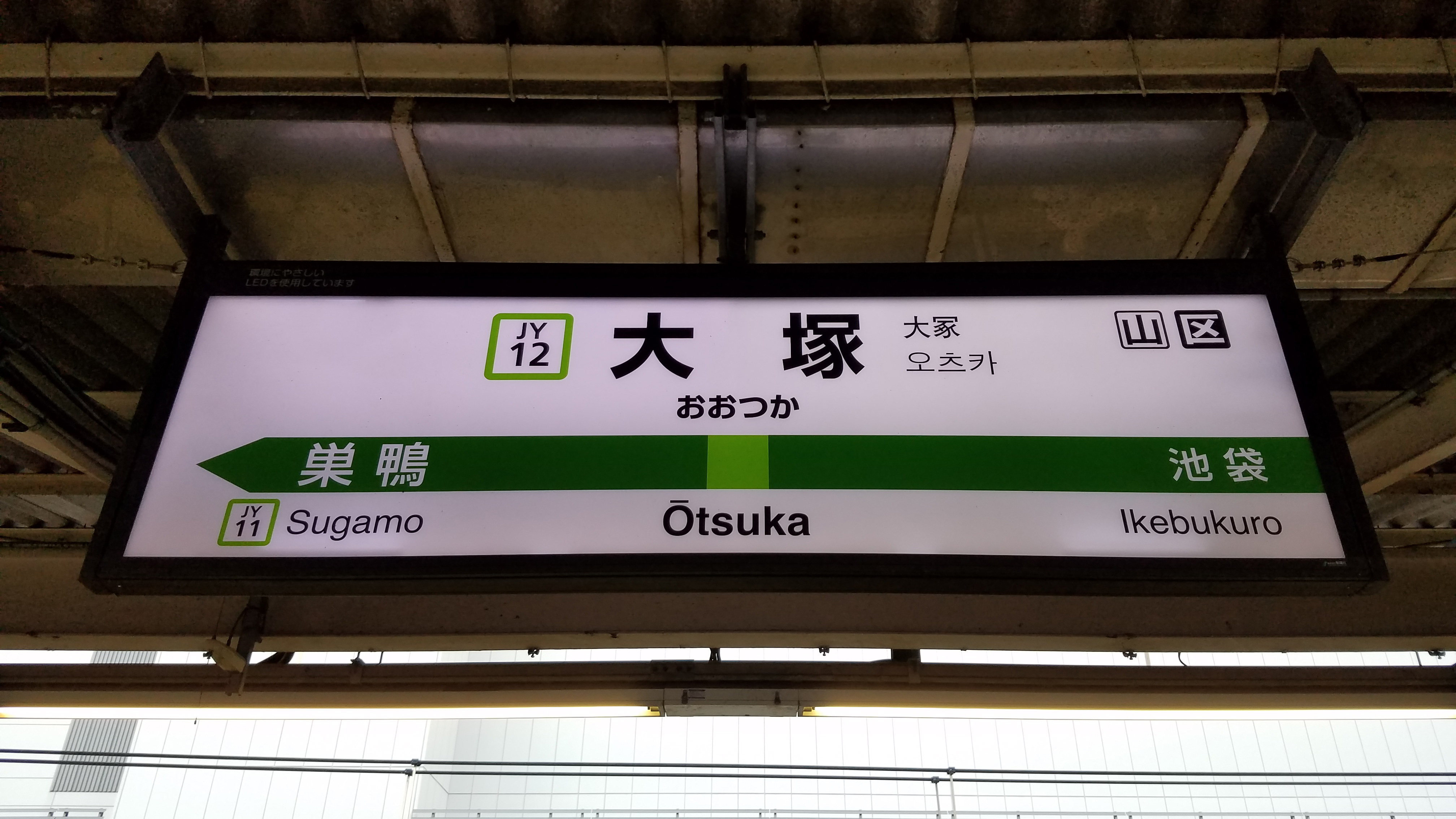
오쓰카
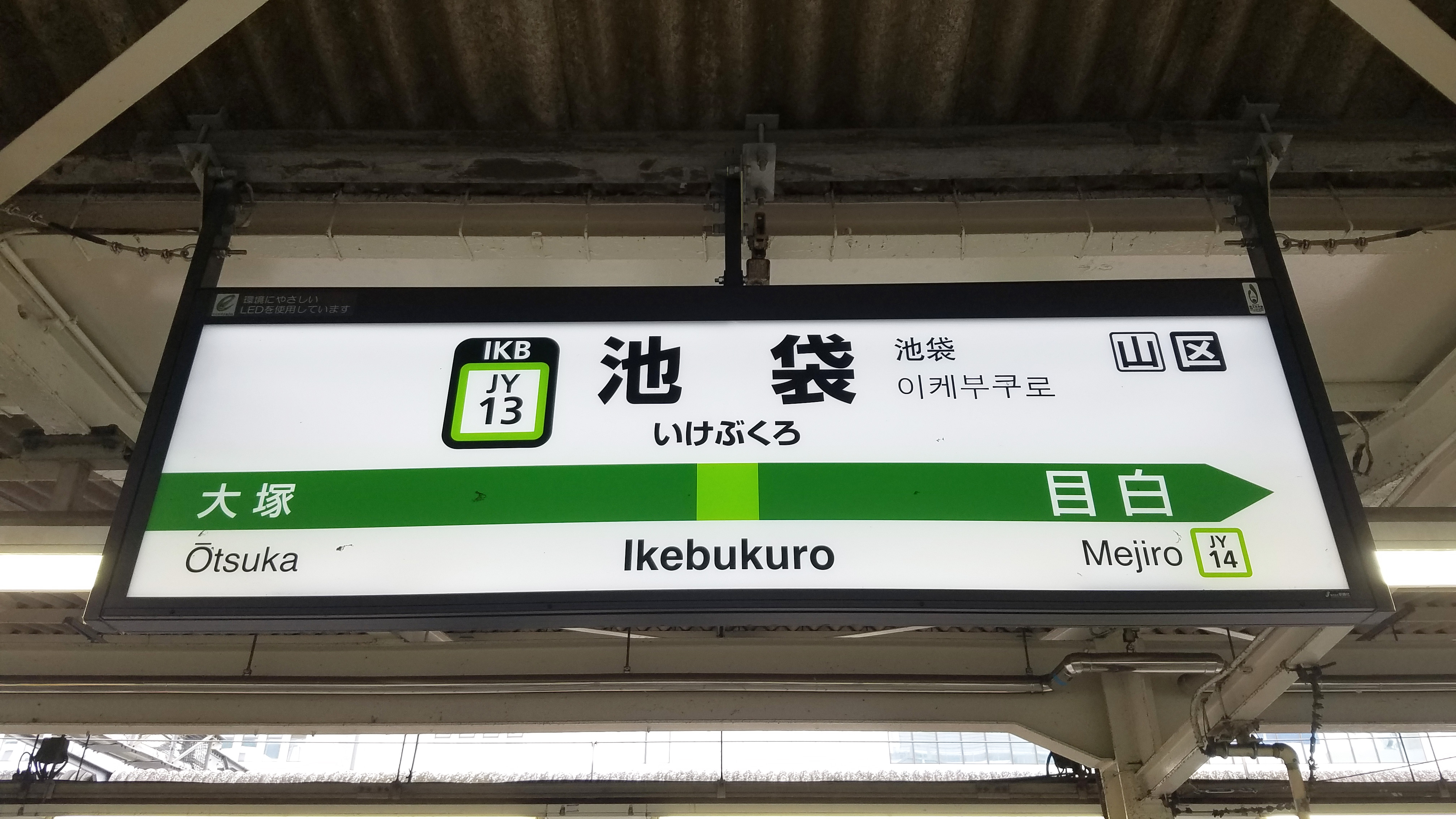
이케부쿠로
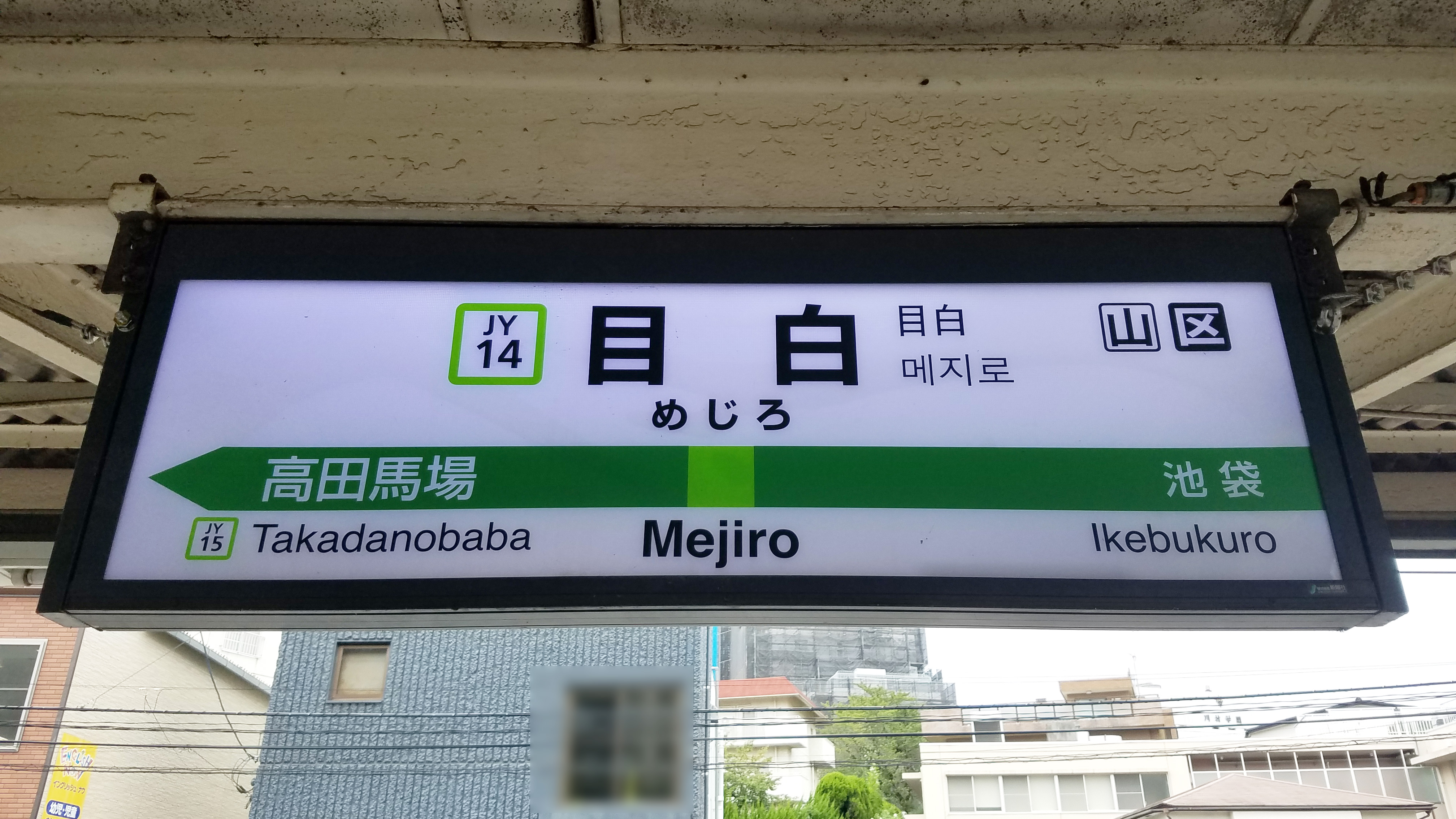
메지로
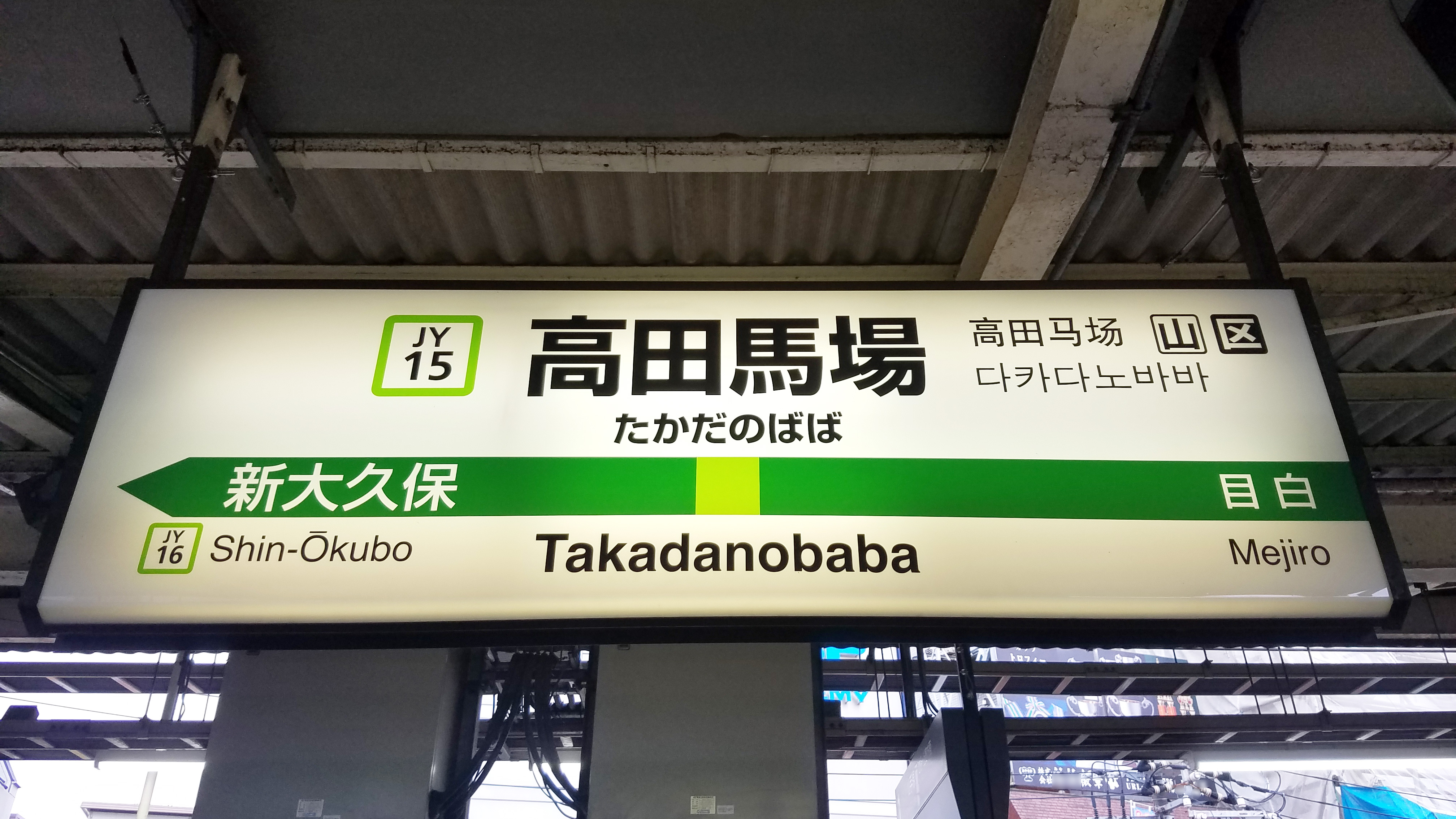
다카다노바바
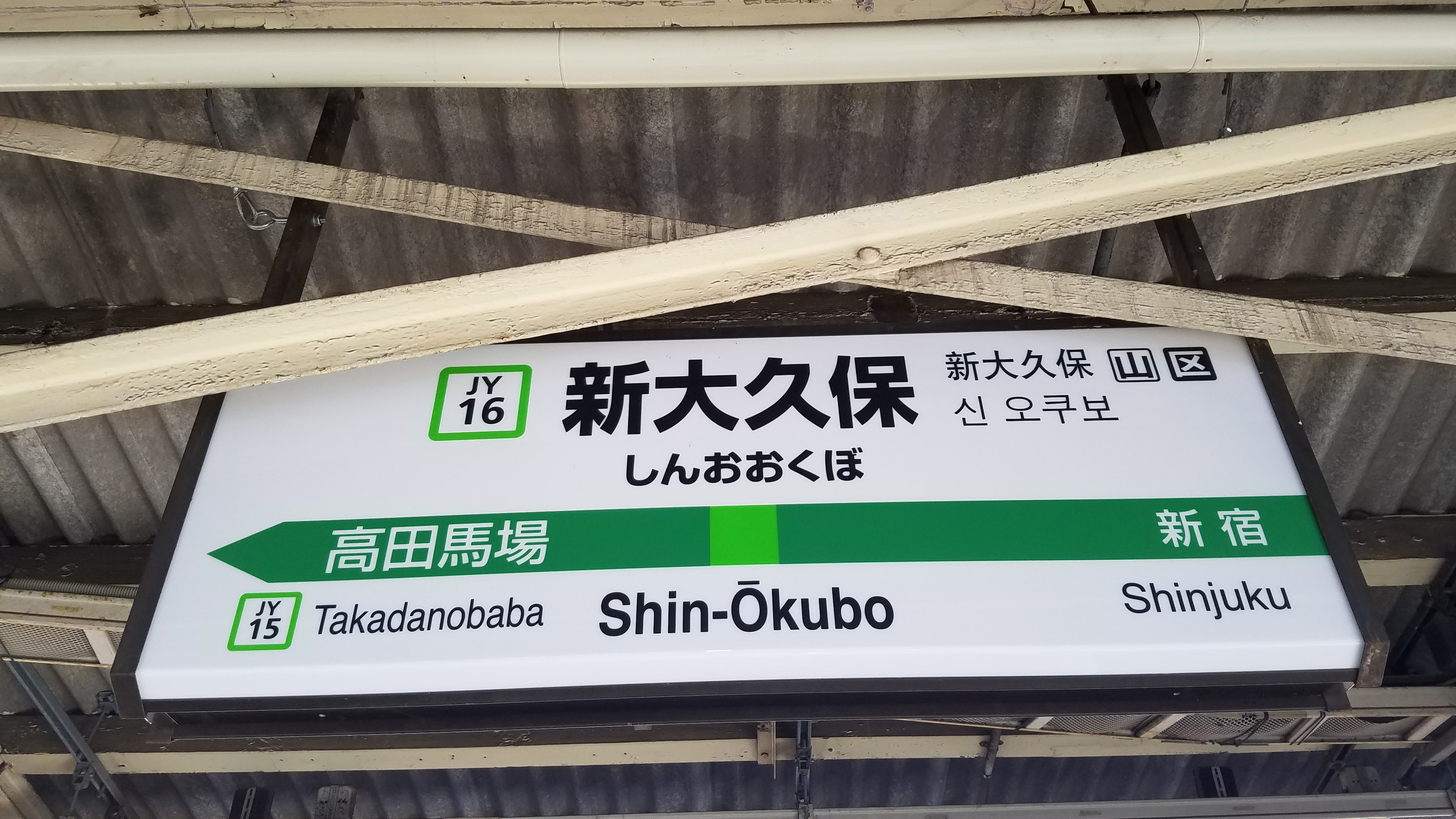
신오쿠보
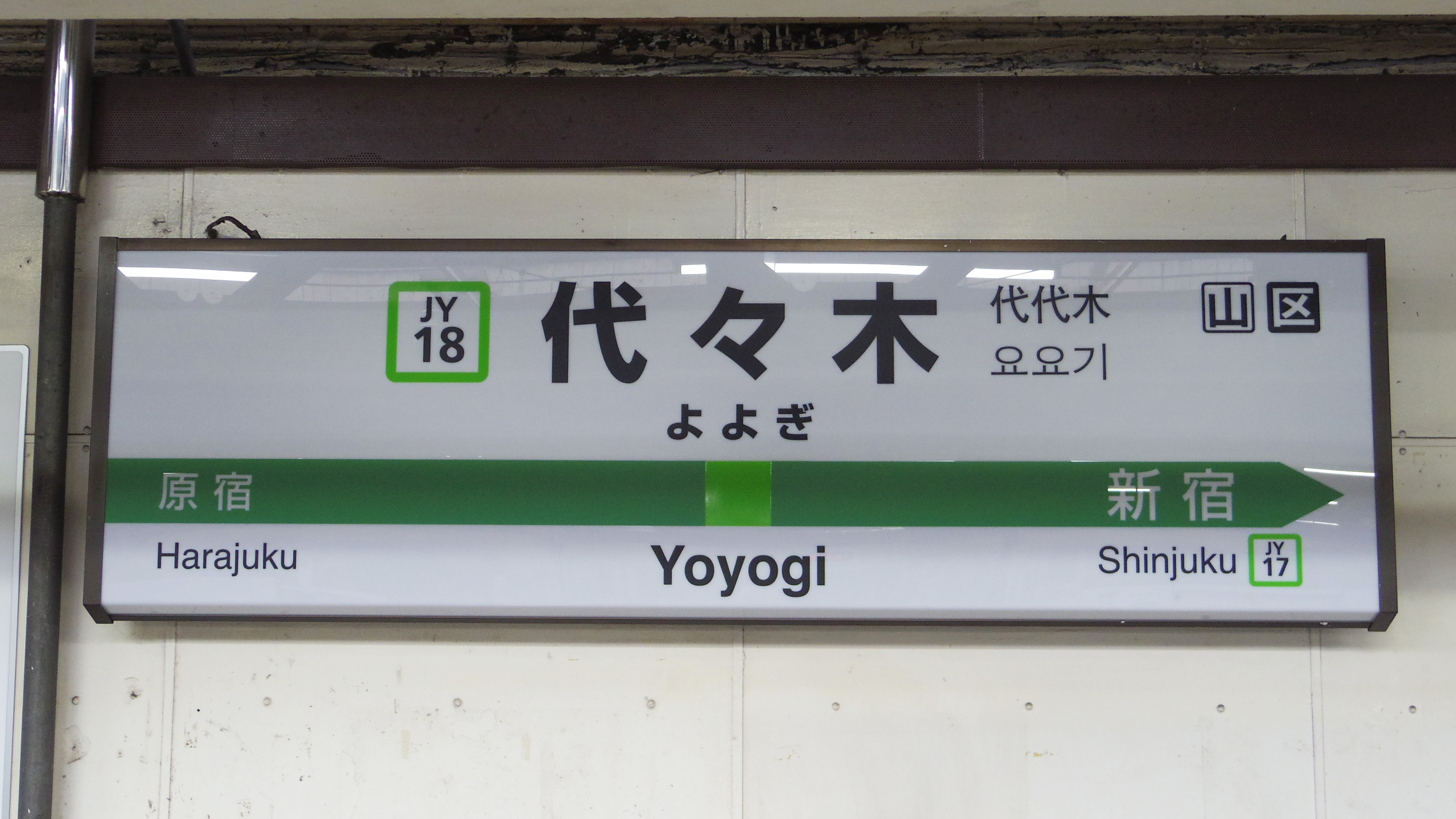
요요기
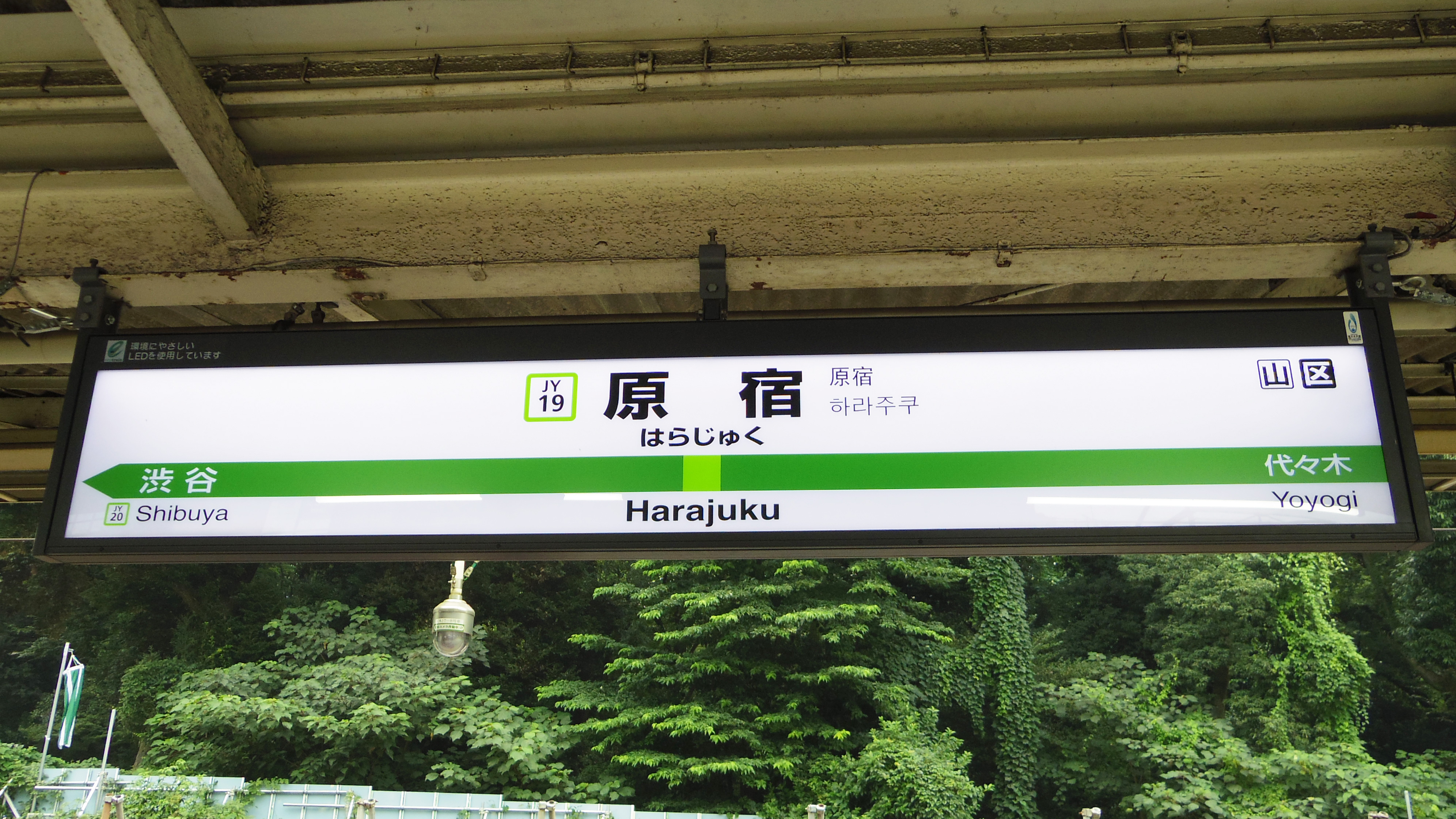
하라주쿠
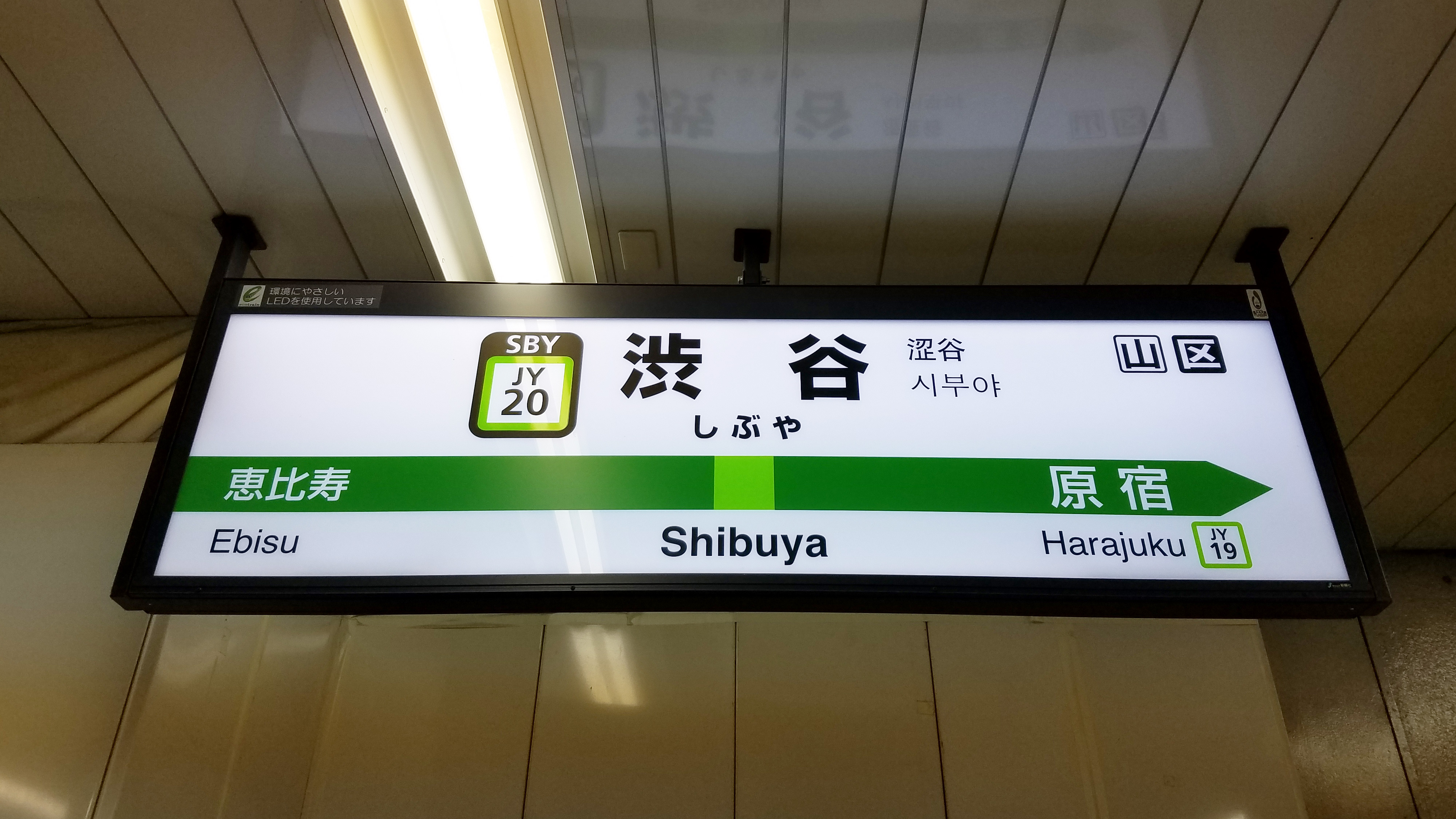
시부야
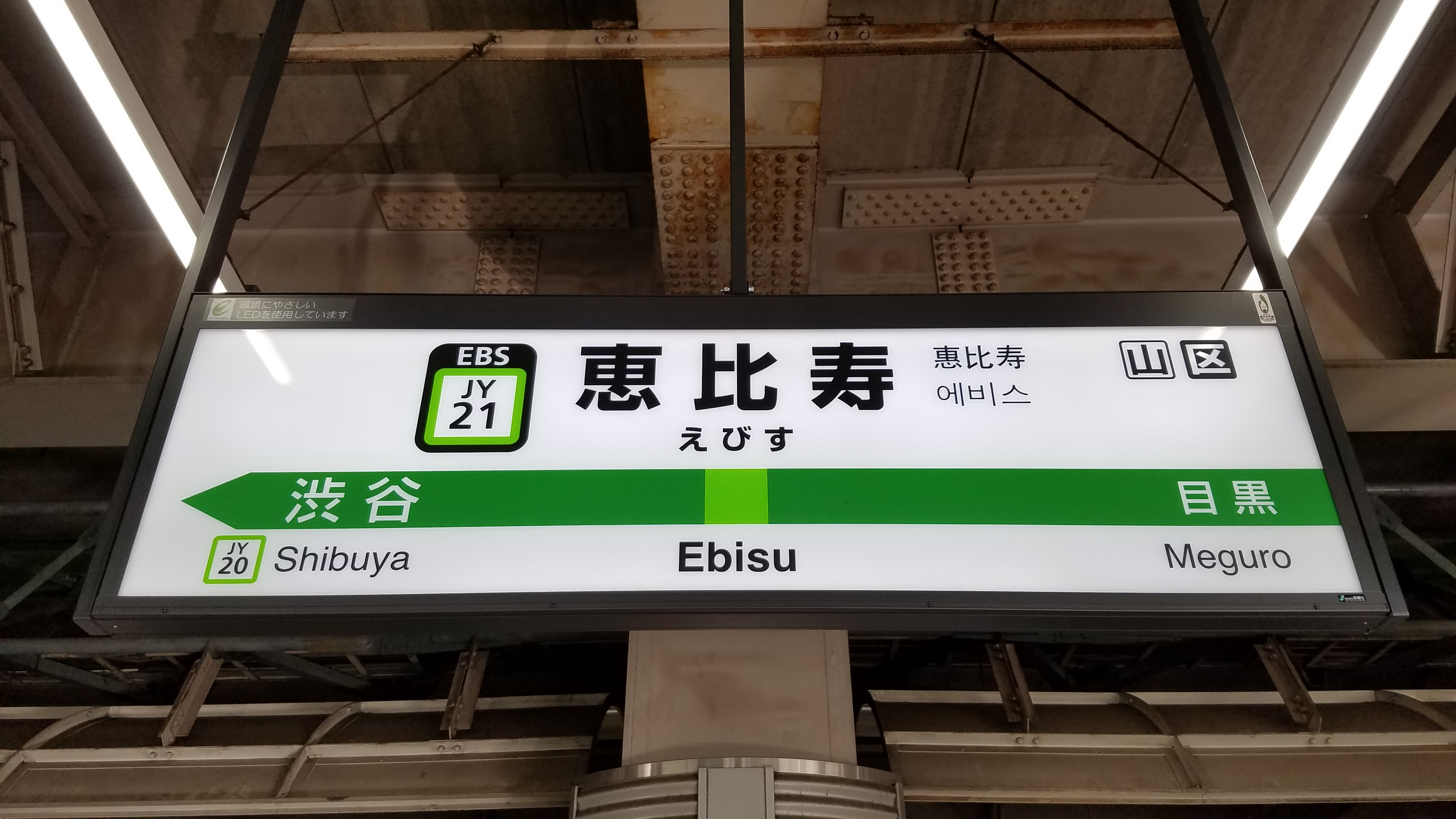
에비스
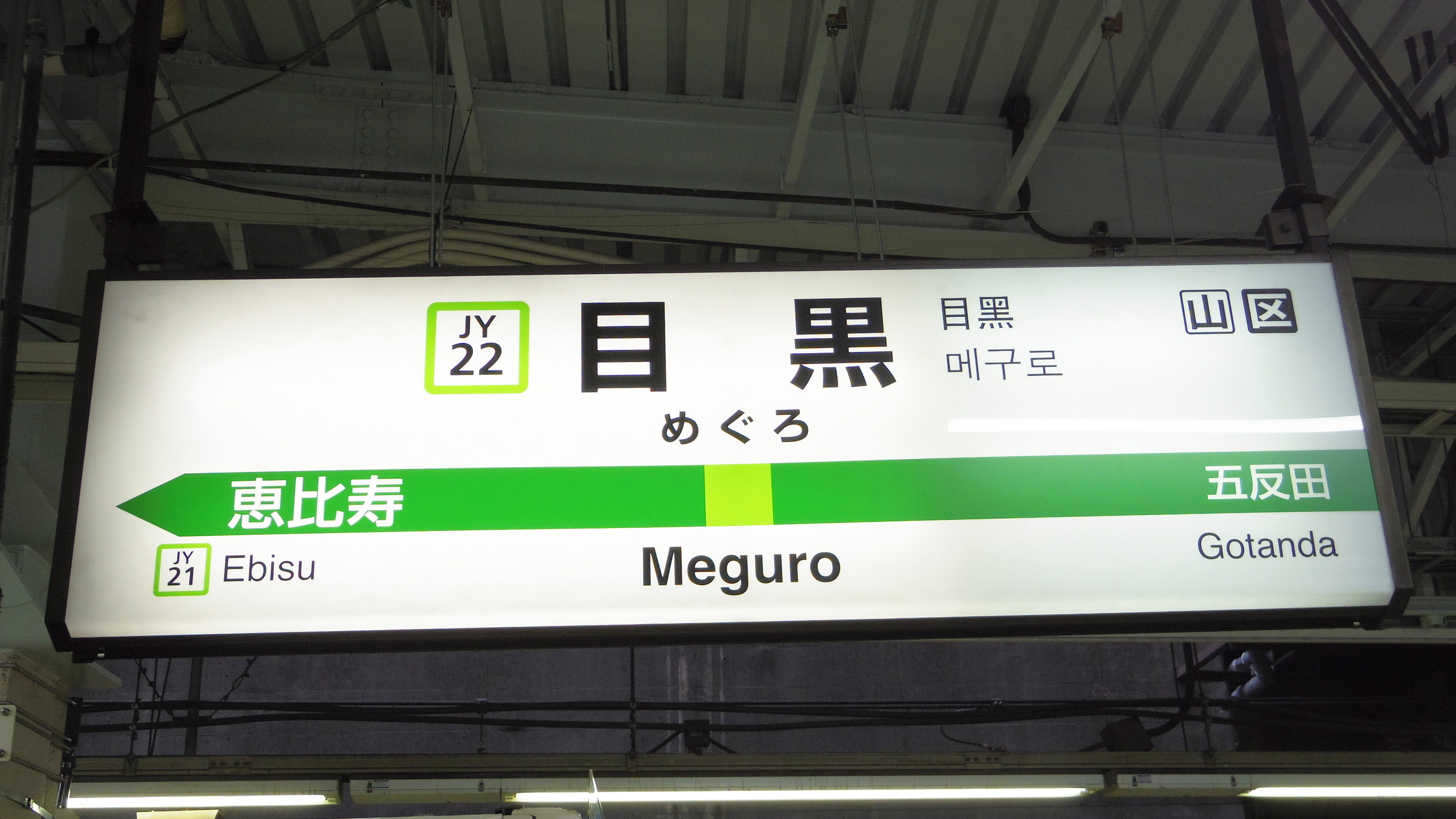
메구로
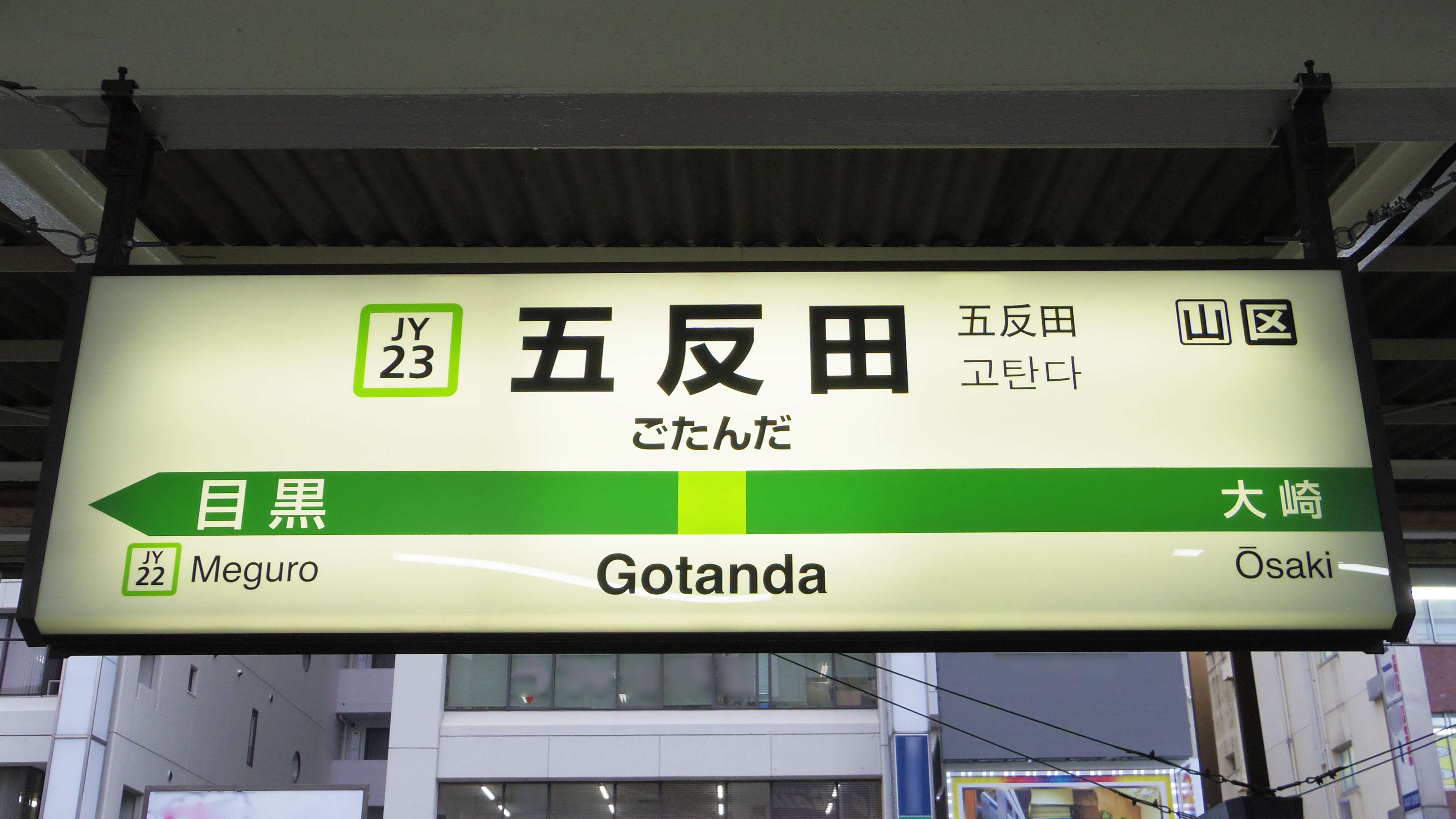
고탄다
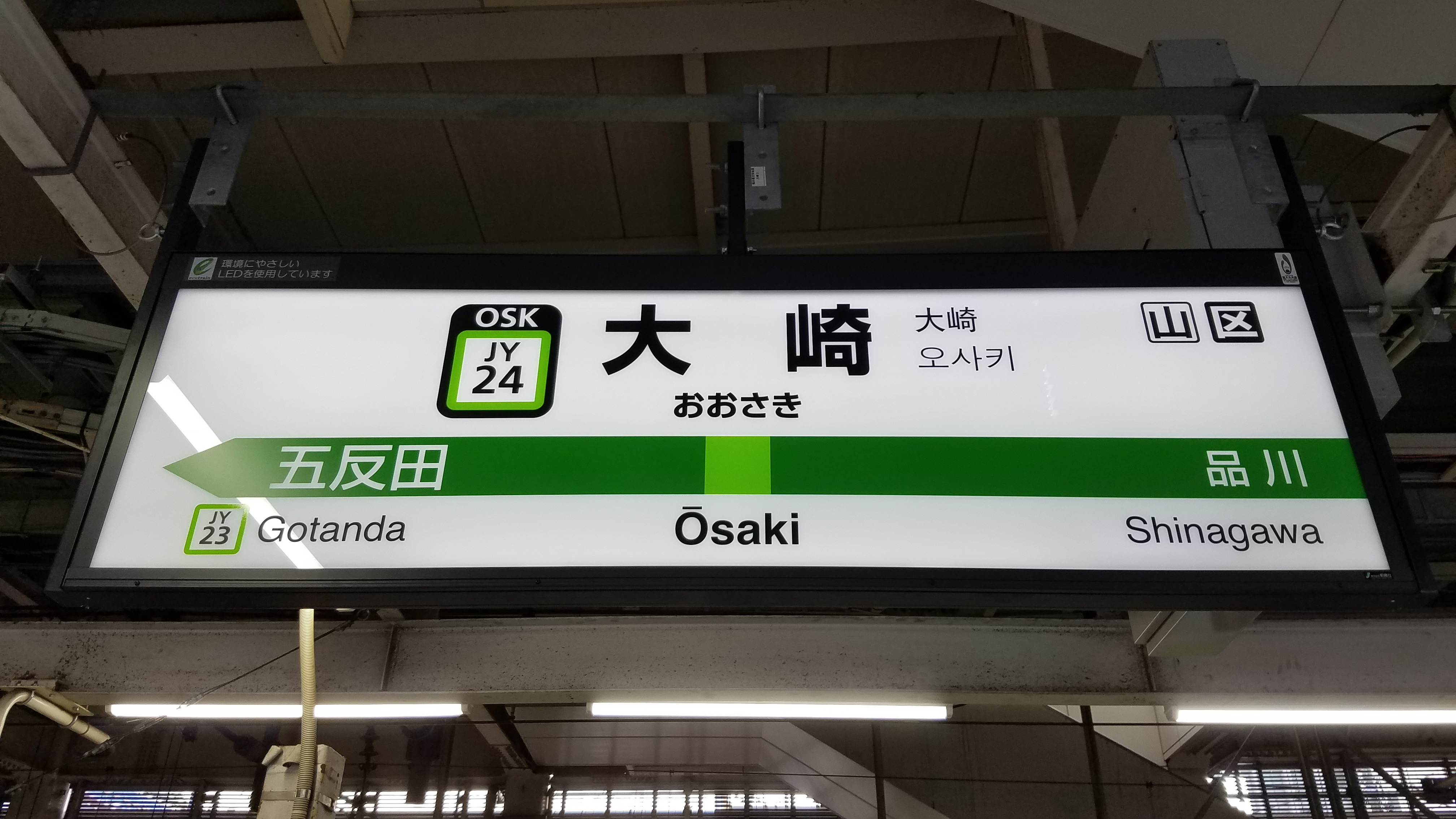
오사키
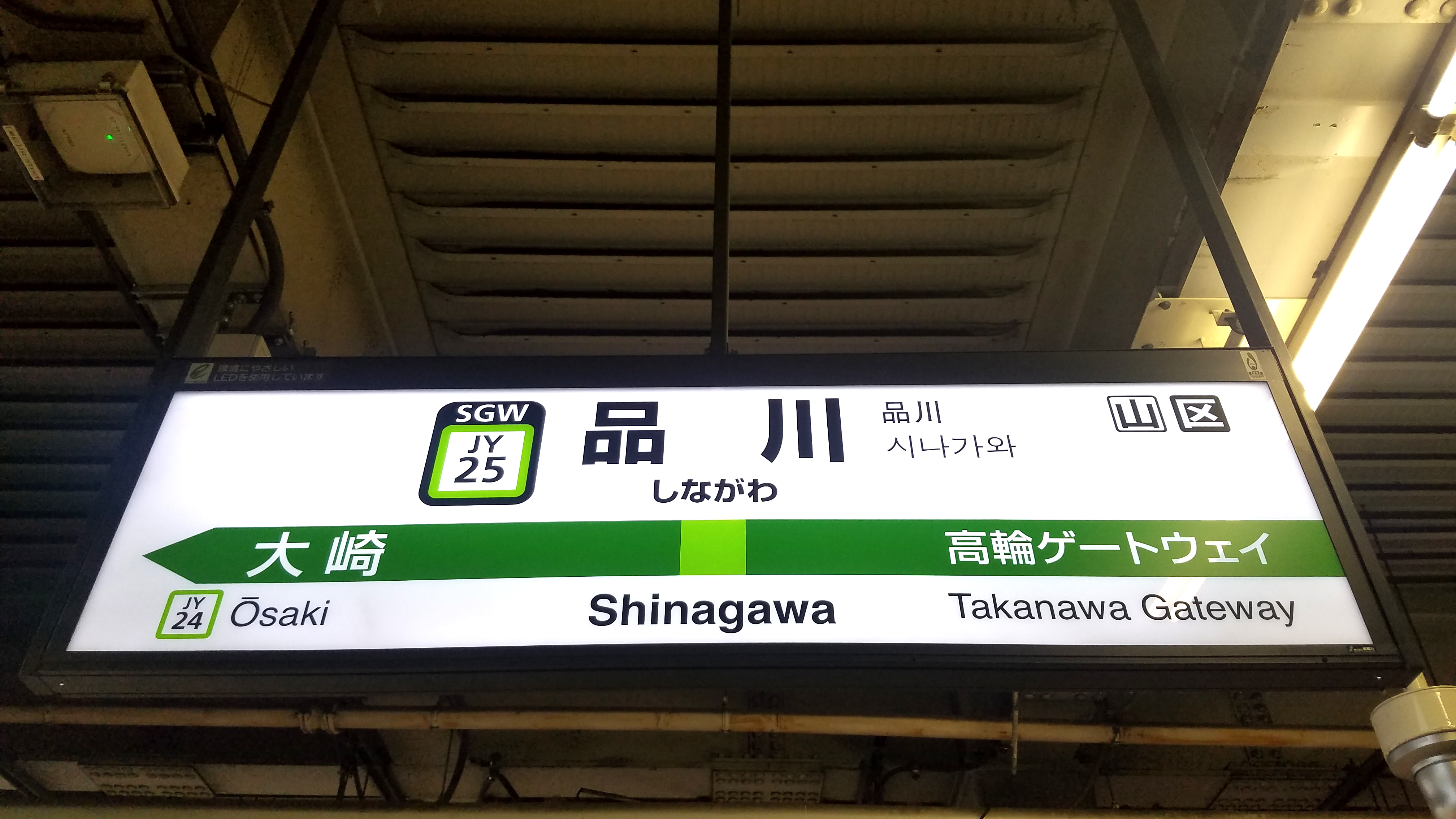
시나가와
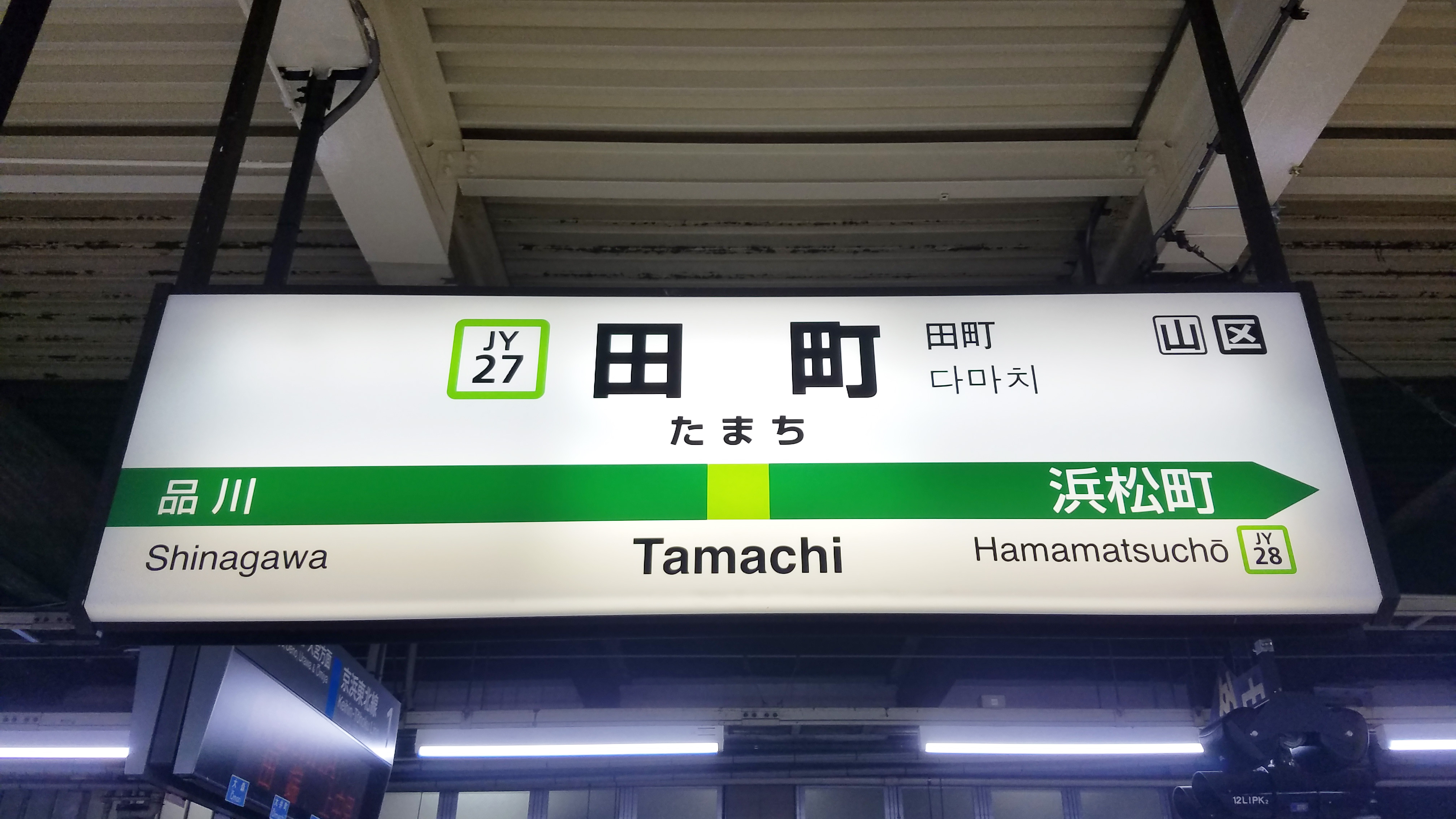
다마치
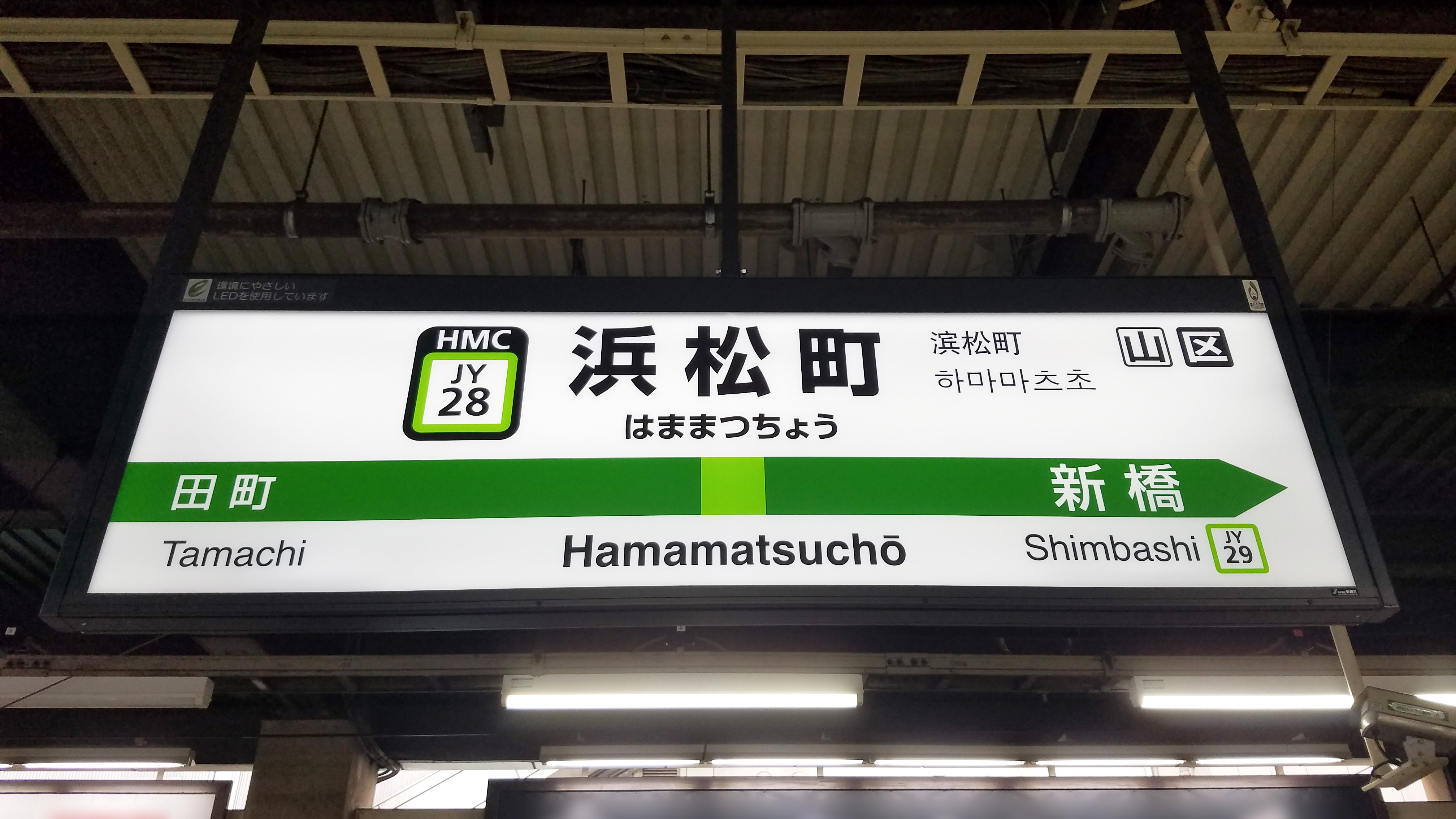
하마마쓰초
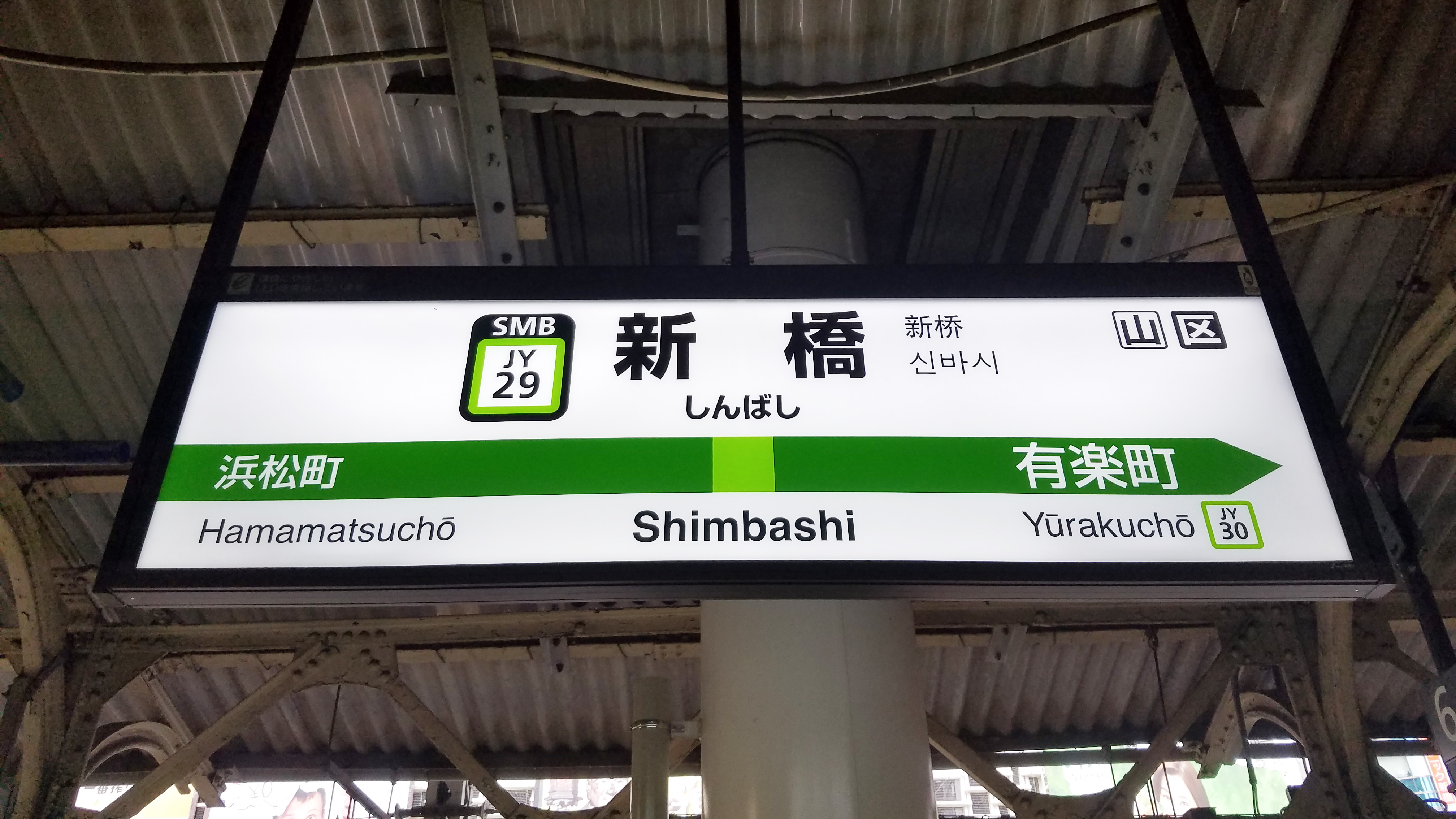
신바시
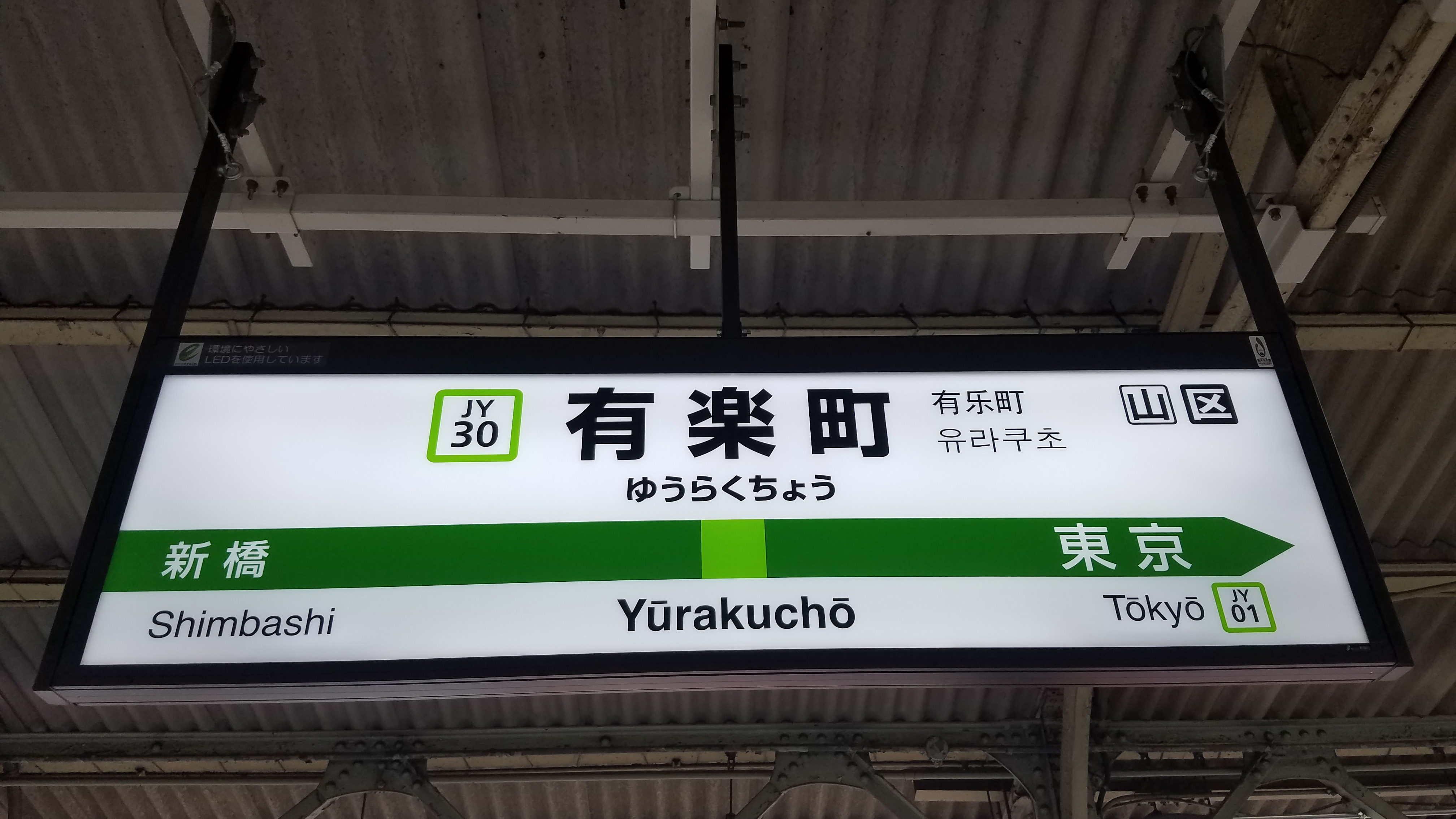
유라쿠초
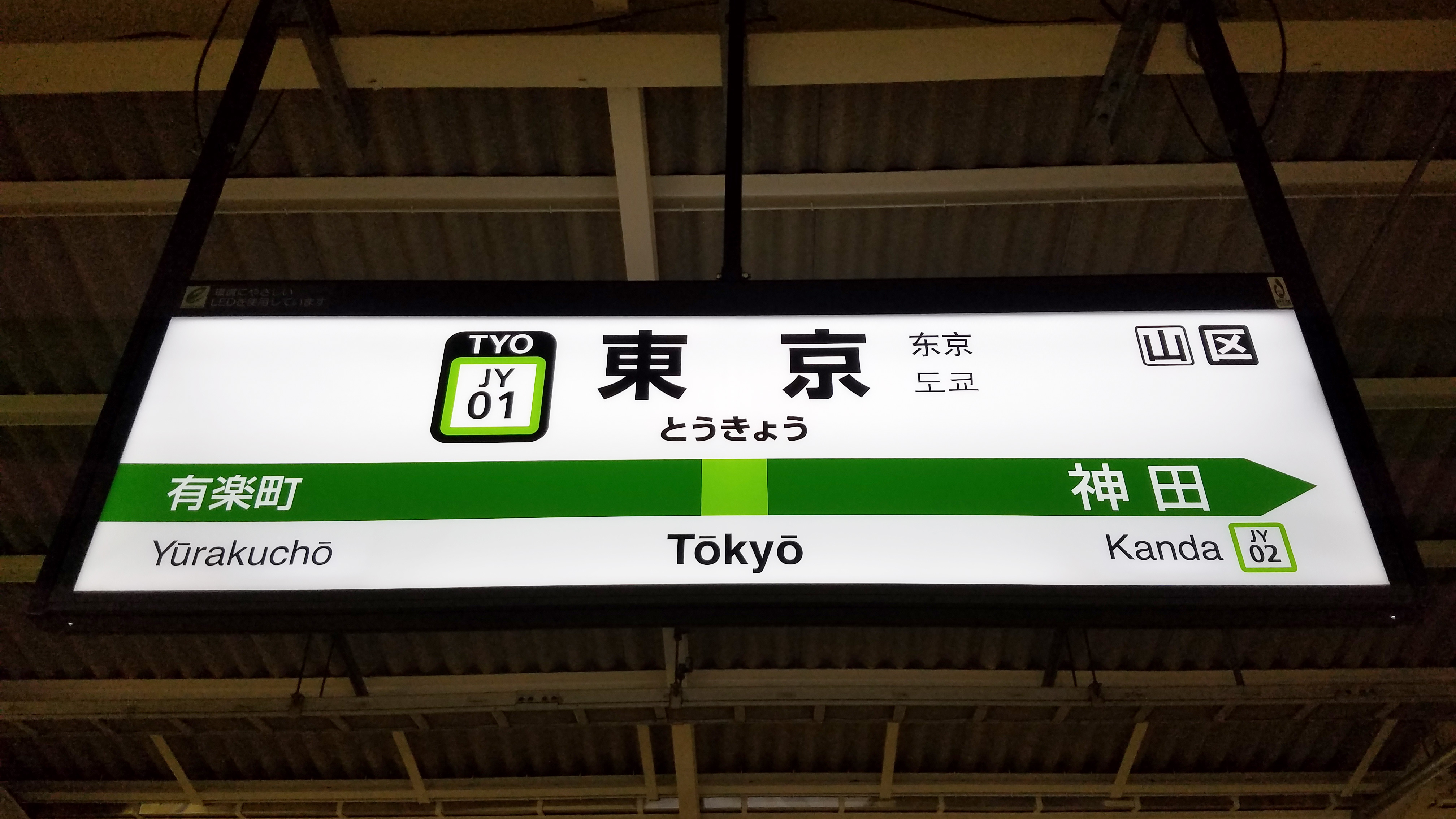
도쿄

## 역 신설 계획
2012년 1월 4일, 시나가와 역 ~ 다마치 역 구간 중 다마치 차량 센터 주변 지역에 2013년 이후 새 역을 착공하기로 결정하였다. 요미우리 신문 등 매체의 보도에 따르면, 도호쿠 종관선이 완성되면 다마치 차량 센터의 용도가 줄어들기 때문에, 규모를 축소하면서 비는 공간을 재개발하기 위하여 선로를 이설하면서, 시나가와 역에서 북쪽으로 약 1 km 떨어진 지점에 새 역을 설치하게 된다. 새 역은 야마노테 선 뿐만 아니라 게이힌 도호쿠 선도 정차하게 된다. 새 역은 빠르면 2020년 이후에 문을 열 예정이다.

## 같이 보기
- 서울 지하철 2호선
- 오사카 순환선